# Список птиц Египта

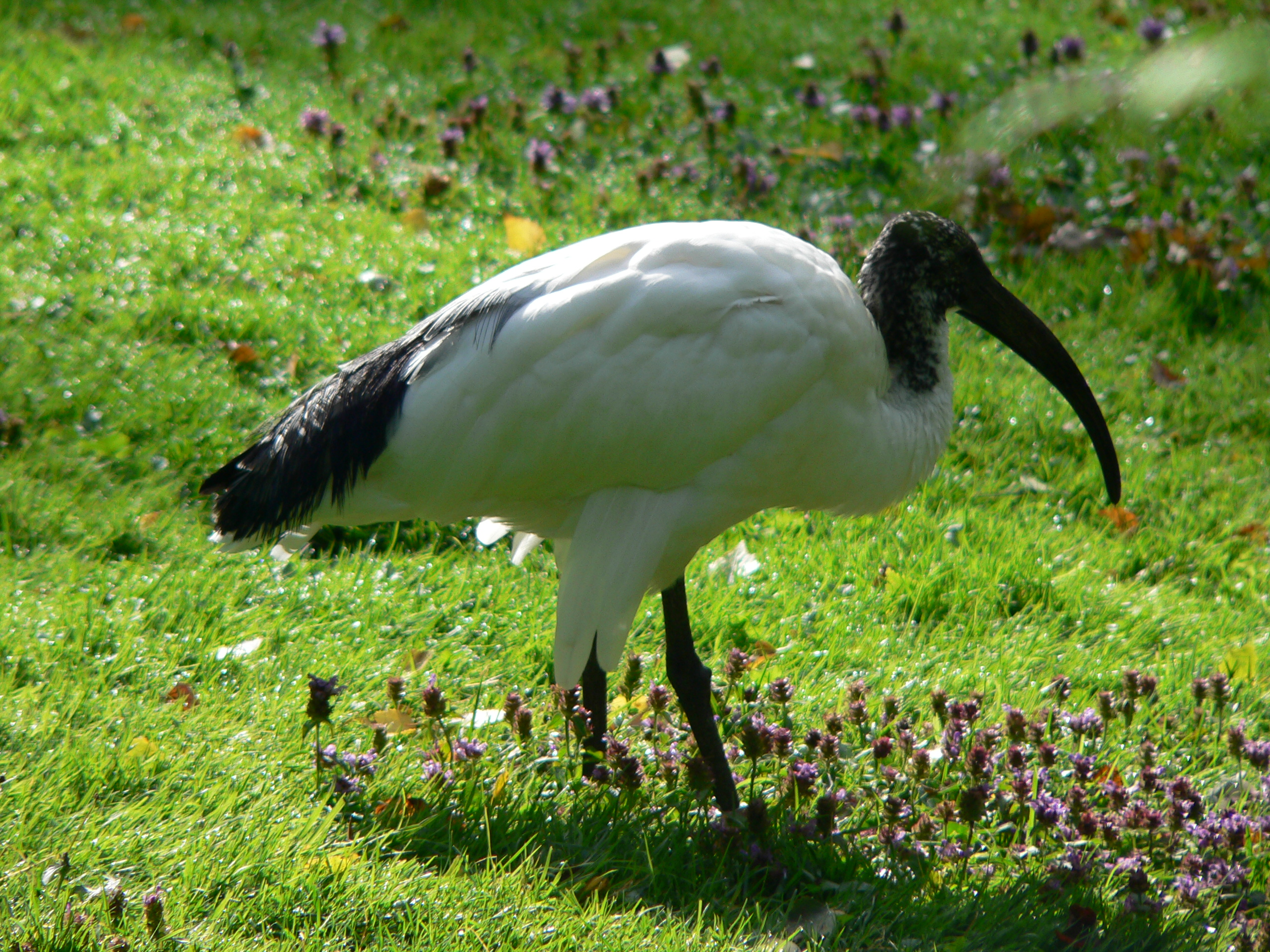
Священный ибис, птица, которая была почитаема в Древнем Египте, является примером того, как птицы были значительной частью египетской культуры.

Это список видов птиц, найденных в Египте, стране на северо-востоке Африки. В орнитофауну Египта входят, в общей сложности, 498 видов птиц, из которых тринадцать классифицируются как находящиеся под глобальной угрозой, а пять были идентифицированы, как интродуцированные в Египет. Ни один из видов не является эндемичным для Египта.
Таксономический режим этого перечня (обозначение и последовательность отрядов, семейств и видов) и номенклатура (общие и научные названия) следуют соглашениям 6-го издания The Clements Checklist of Birds of the World. Все птицы ниже располагающиеся включены в общее количество видов птиц для Египта.
Следующие теги были использованы для выделения нескольких категорий. Часто встречающиеся местные виды не попадают ни в одну из этих категорий.
- (A) Accidental — вид, который редко или случайно встречается в Египте.
- (I) Introduced — вид, ввезённый в Египет, как следствие прямых или косвенных действий человека.
- (Ex) Extirpated — вид, который больше не встречается в Египте, но существует в других местах.
- (X) Extinct — вид, который больше не существует.
- (NB) Non-breeding — вид или подвиды, которые не размножаются в Египте.

## Страусы
- Отряд: Страусообразные
  - Семейство: Страусовые
    - Страус, Struthio camelus

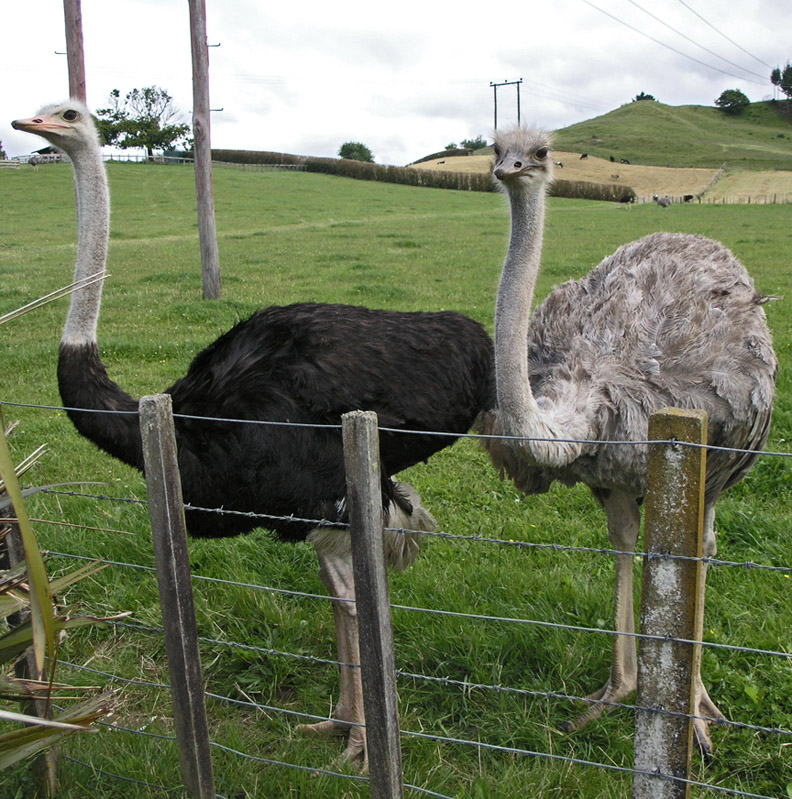
Биномиальное название страуса, Struthio camelus, означает верблюжий воробей на греческом языке, намекая на длинную шею животного.

      - Обыкновенный страус, Struthio camelus camelus
      - Сирийский страус, Struthio camelus syriacus (X)

## Гагары
- Отряд: Гагарообразные
  - Семейство: Гагаровые
    - Краснозобая гагара, Gavia stellata

## Поганки
- Отряд: Поганкообразные
  - Семейство: Поганковые

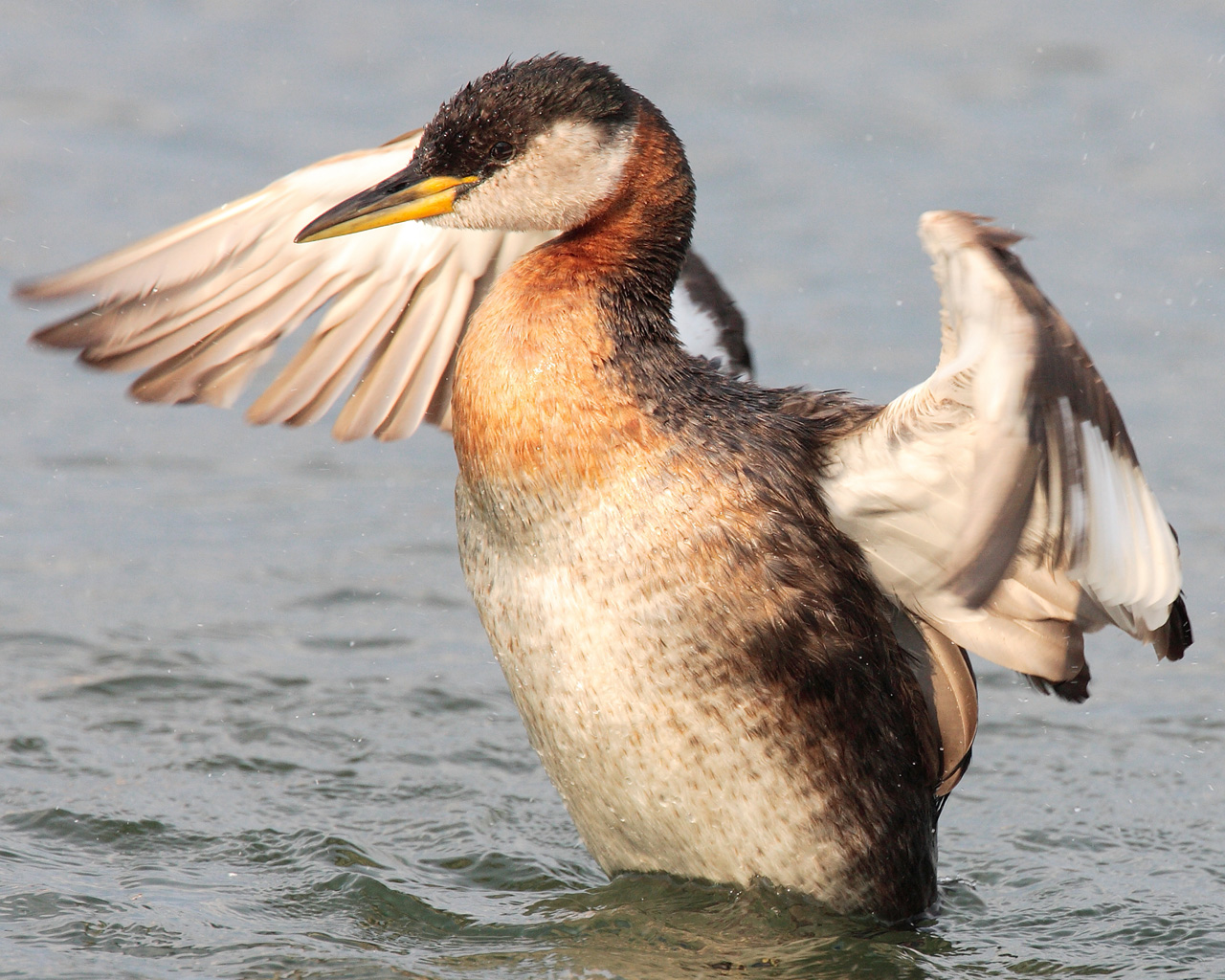
Серощёкая поганка хлопает крыльями, которые в среднем имеют длину 60 сантиметров (24 дюйма)

    - Малая поганка, Podiceps ruficollis
    - Серощёкая поганка, Podiceps grisegena
    - Большая поганка, Podiceps cristatus
    - Черношейная поганка, Podiceps nigricollis

## Альбатросы
- Отряд: Буревестникообразные
  - Семейство: Альбатросовые
    - Белошапочный альбатрос, Thalassarche cauta (A)

## Буревестники и тайфунники
- Отряд: Буревестникообразные
  - Семейство: Буревестниковые

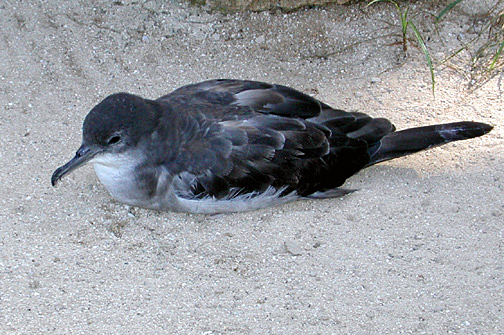
Клинохвостый буревестник

    - Средиземноморский буревестник, Calonectris diomedea
    - Клинохвостый буревестник, Puffinus pacificus (A)
    - Серый буревестник, Puffinus griseus
    - Балеарский буревестник, Puffinus mauretanicus
    - Левантский буревестник, Puffinus yelkouan

## Качурки
- Отряд: Буревестникообразные
  - Семейство: Качурки
    - Качурка Вильсона, Oceanites oceanicus
    - Северная качурка, Oceanodroma leucorhoa (A)

## Фаэтоны
- Отряд: Фаэтонообразные
  - Семейство: Фаэтоновые
    - Красноклювый фаэтон, Phaethon aethereus

## Олуши
- Отряд: Пеликанообразные
  - Семейство: Олушевые
    - Северная олуша, Morus bassanus
    - Бурая олуша, Sula leucogaster

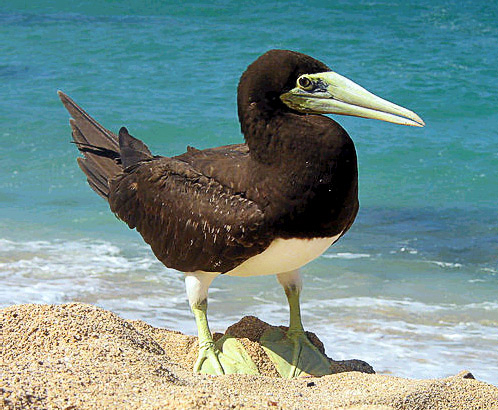
Бурая олуша

    - Голуболицая олуша, Sula dactylatra (A)

## Бакланы
- Отряд: Пеликанообразные
  - Семейство: Баклановые
    - Большой баклан, Phalacrocorax carbo
    - Хохлатый баклан, Phalacrocorax aristotelis (A)
    - Камышовый баклан, Phalacrocorax africanus (A)
    - Малый баклан, Phalacrocorax pygmeus (A)

## Змеешейки
- Отряд: Пеликанообразные
  - Семейство: Змеешейковые
    - Африканская змеешейка, Anhinga rufa

## Пеликаны
- Отряд: Пеликанообразные
  - Семейство: Пеликановые

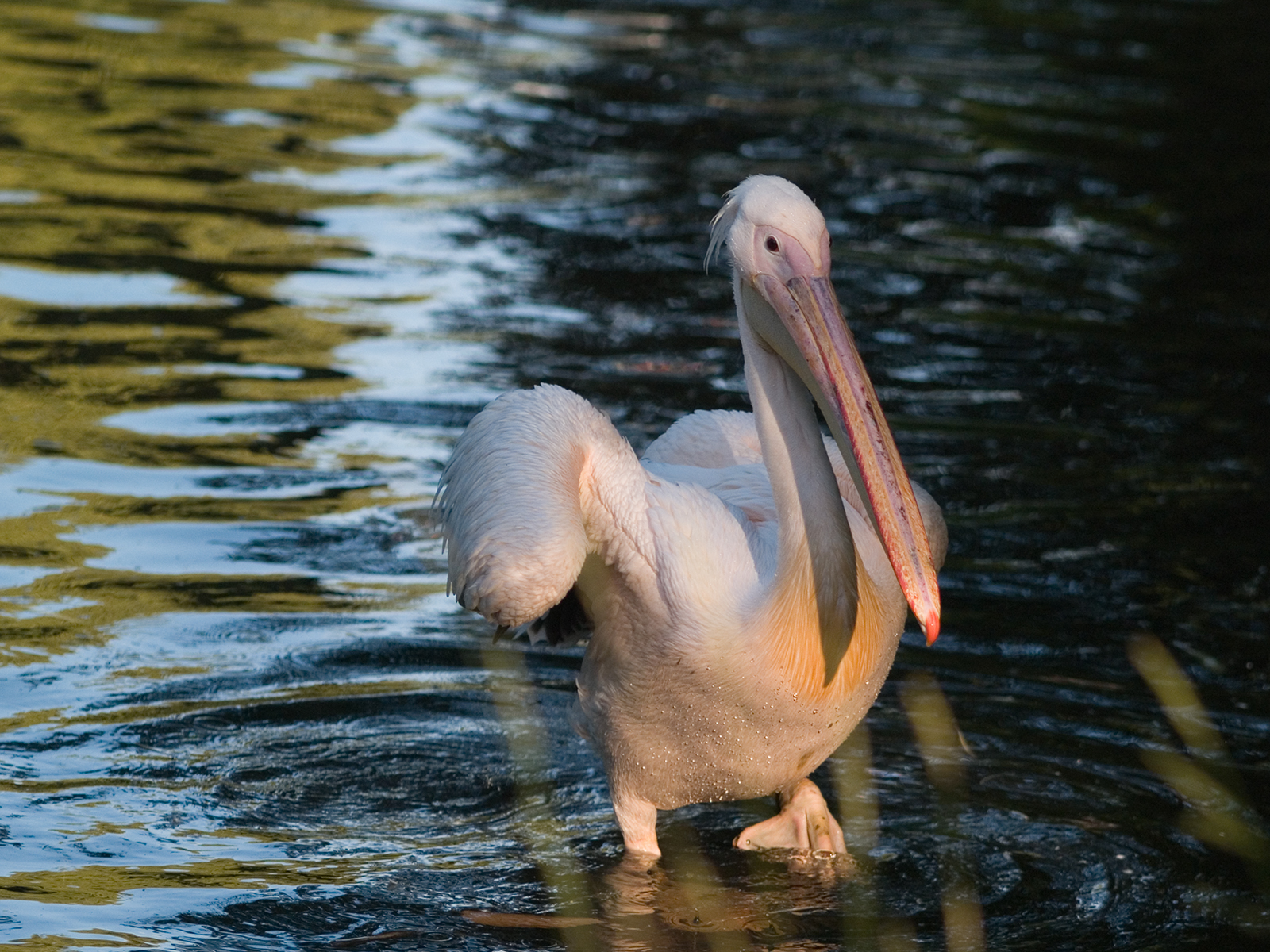
Розовый пеликан, выходящий из воды

    - Розовый пеликан, Pelecanus onocrotalus
    - Розовоспинный пеликан, Pelecanus rufescens
    - Кудрявый пеликан, Pelecanus crispus

## Выпи, цапли и белые цапли
- Отряд: Аистообразные
  - Семейство: Цаплевые
    - Серая цапля, Ardea cinerea
    - Черношейная цапля, Ardea melanocephala (A)
    - Цапля-голиаф, Ardea goliath
    - Рыжая цапля, Ardea purpurea
    - Большая белая цапля, Ardea alba
    - Береговая цапля, Egretta gularis
    - Малая белая цапля, Egretta garzetta
    - Жёлтая цапля, Ardeola ralloides
    - Египетская цапля, Bubulcus ibis
    - Зелёная кваква, Butorides striata
    - Обыкновенная кваква, Nycticorax nycticorax
    - Малая выпь, Ixobrychus minutus
    - Китайская малая выпь, Ixobrychus sinensis (A)
    - Амурский волчок, Ixobrychus eurhythmus (A)
    - Большая выпь, Botaurus stellaris

## Ибисы и колпицы
- Отряд: Аистообразные
  - Семейство: Ибисовые

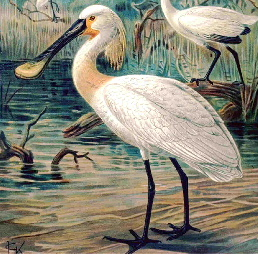
Обыкновенная колпица

    - Священный ибис, Threskiornis aethiopicus (Ex)
    - Лесной ибис, Geronticus eremita (Ex)
    - Каравайка, Plegadis falcinellus
    - Обыкновенная колпица, Platalea leucorodia

## Аисты
- Отряд: Аистообразные
  - Семейство: Аистовые
    - Африканский клювач, Mycteria ibis
    - Чёрный аист, Ciconia nigra
    - Белый аист, Ciconia ciconia
    - Африканский аист-разиня, Anastomus lamelligerus (A)

## Фламинго
- Отряд: Фламингообразные
  - Семейство: Фламинговые
    - Обыкновенный фламинго, Phoenicopterus roseus
    - Малый фламинго, Phoenicopterus minor (A)

## Утки, гуси и лебеди
- Отряд: Гусеобразные
  - Семейство: Утиные
    - Лебедь-шипун, Cygnus olor

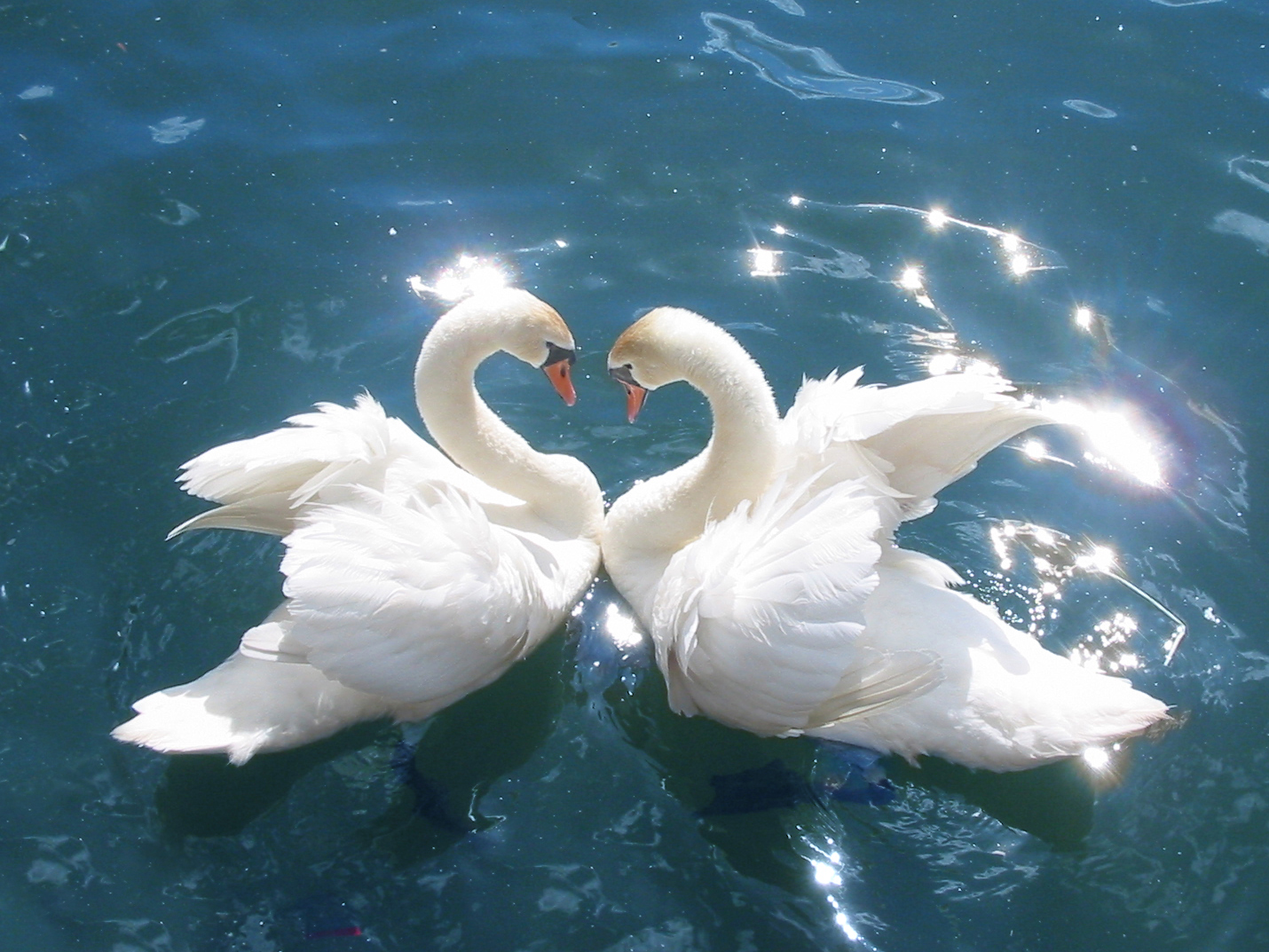
Пара лебедя-шипуна

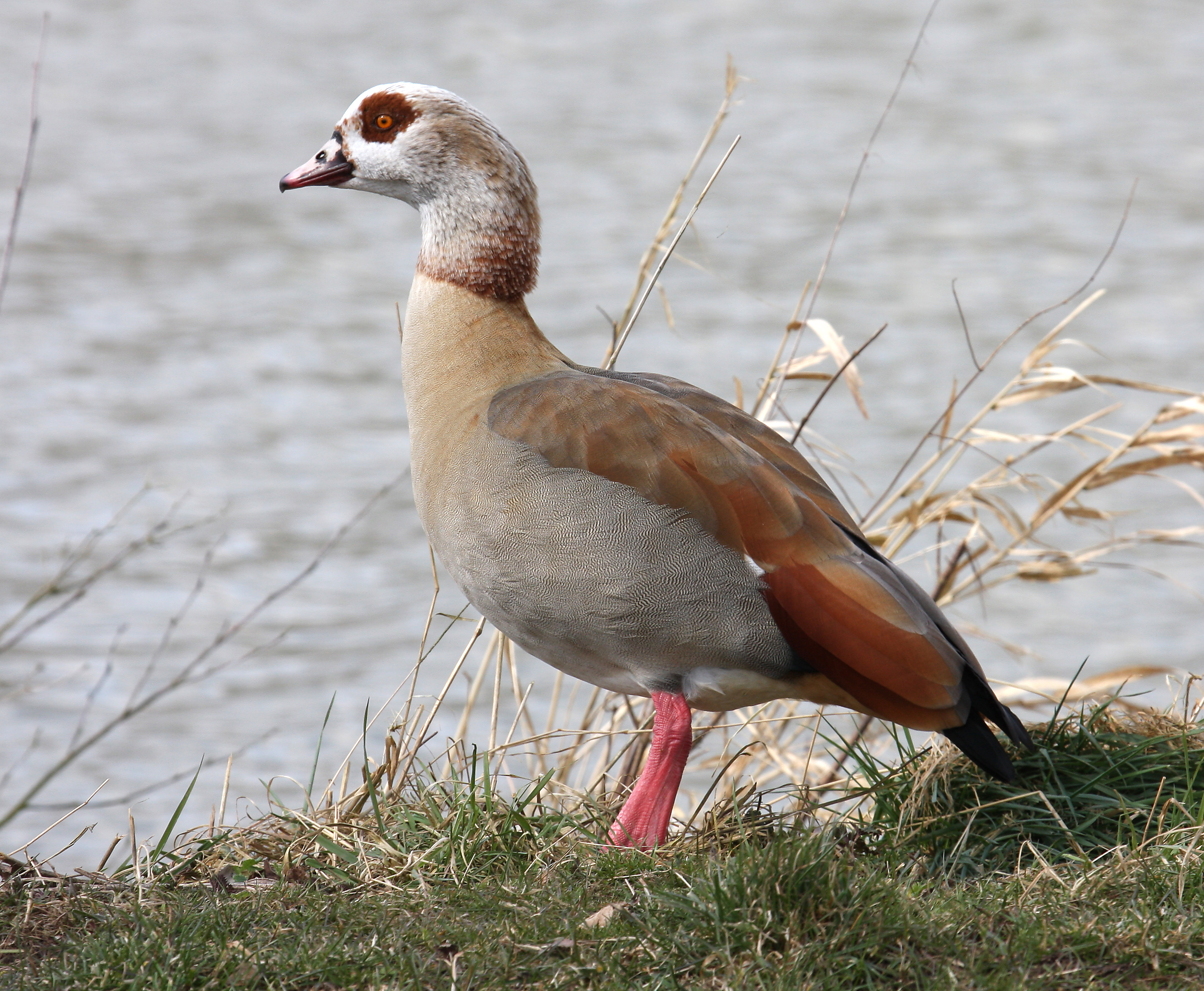
Нильский гусь

    - Лебедь-кликун, Cygnus cygnus (A)
    - Гуменник, Anser fabalis (A)
    - Белолобый гусь, Anser albifrons
    - Пискулька, Anser erythropus (A)
    - Серый гусь, Anser anser
    - Чёрная казарка, Branta bernicla (A)
    - Белощёкая казарка, Branta leucopsis (A)
    - Краснозобая казарка, Branta ruficollis (A)
    - Нильский гусь, Alopochen aegyptiacus
    - Огарь, Tadorna ferruginea
    - Пеганка, Tadorna tadorna
    - Обыкновенный шпорцевый гусь, Plectropterus gambensis
    - Свиязь, Anas penelope
    - Серая утка, Anas strepera
    - Чирок-свистунок, Anas crecca
    - Капский чирок, Anas capensis
    - Кряква, Anas platyrhynchos
    - Шилохвость, Anas acuta
    - Чирок-трескунок, Anas querquedula
    - Голубокрылый чирок, Anas discors
    - Широконоска, Spatula clypeata
    - Мраморный чирок, Marmaronetta angustirostris
    - Красноносый нырок, Netta rufina
    - Красноголовый нырок, Aythya ferina
    - Белоглазый нырок, Aythya nyroca
    - Хохлатая чернеть, Aythya fuligula
    - Морская чернеть, Aythya marila
    - Турпан, Melanitta fusca
    - Луток, Mergellus albellus
    - Средний крохаль, Mergus serrator
    - Большой крохаль, Mergus merganser
    - Савка, Oxyura leucocephala

## Скопа
- Отряд: Ястребообразные
  - Семейство: Скопиные
    - Скопа, Pandion haliaetus

## Ястребы, коршуны и орлы
- Отряд: Ястребообразные
  - Семейство: Ястребиные
    - Осоед, Pernis apivorus

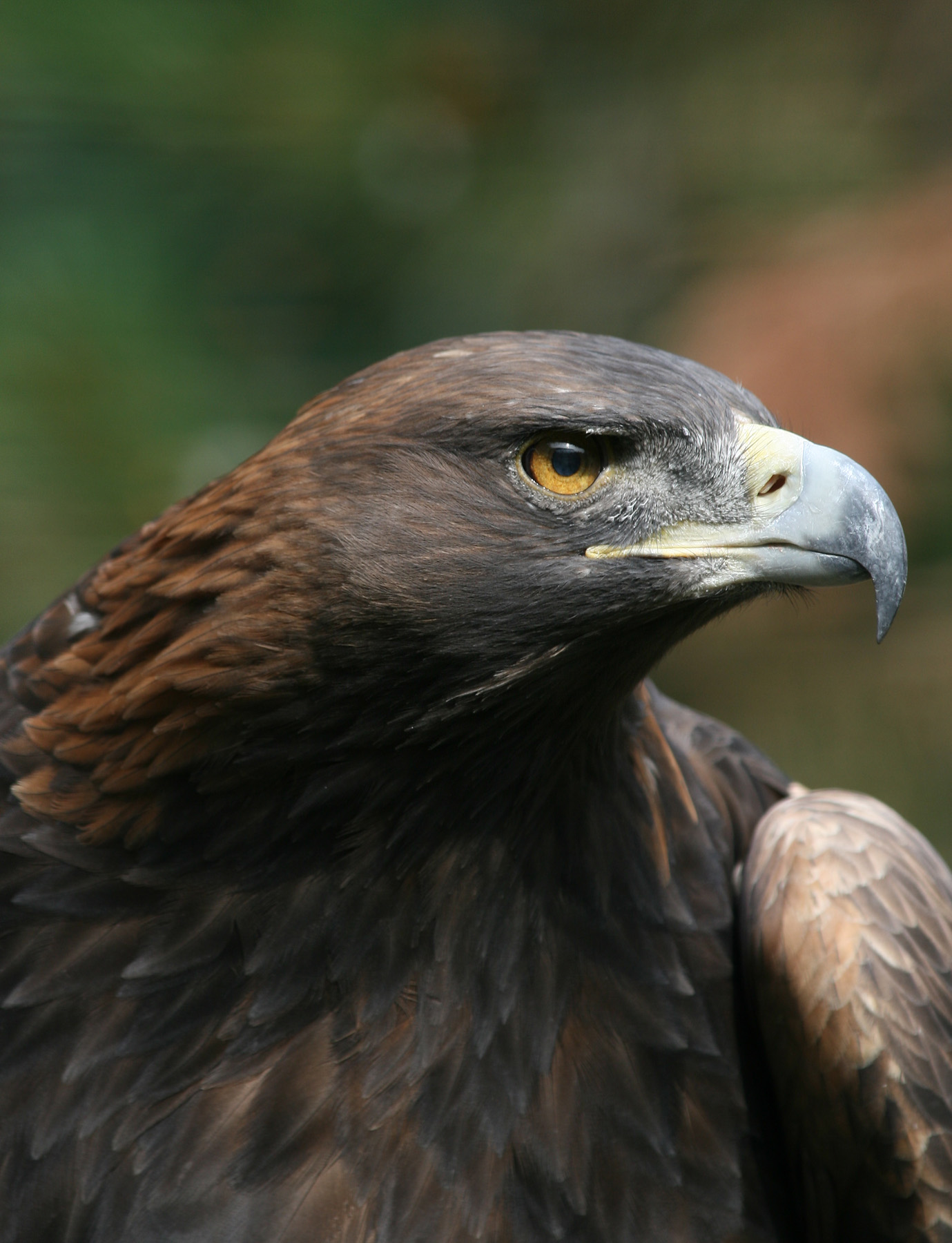
Беркут

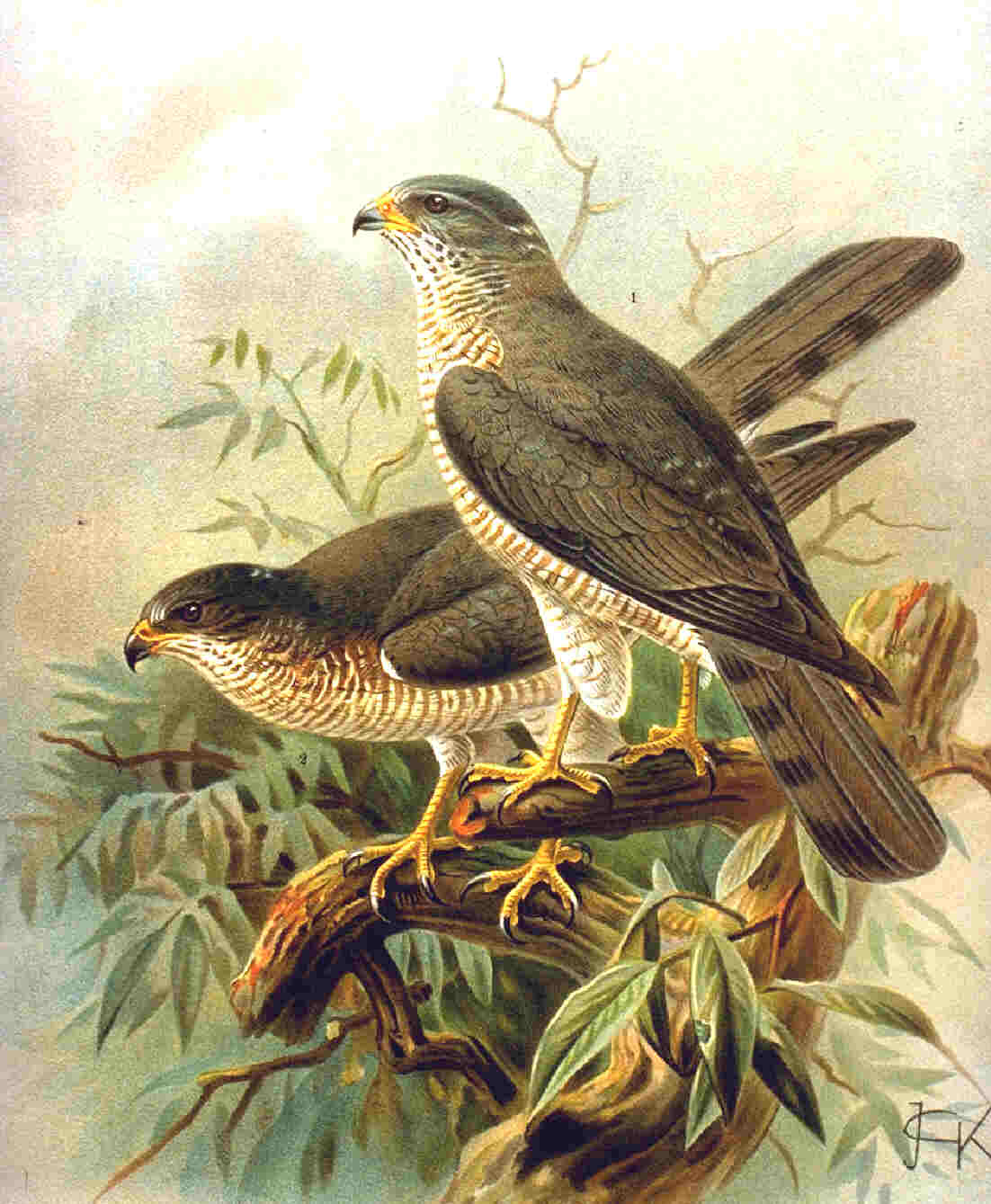
Европейский тювик

    - Хохлатый осоед, Pernis ptilorhynchus (A)
    - Чернокрылый дымчатый коршун, Elanus caeruleus
    - Красный коршун, Milvus milvus
    - Чёрный коршун, Milvus migrans; Древнеегипетский: Dr/Dr.t (возможно) 'тот, кто захватывает/держит'
    - Milvus aegyptius, Milvus aegyptius
    - Орлан-крикун, Haliaeetus vocifer (A)
    - Орлан-белохвост, Haliaeetus albicilla
    - Бородач, Gypaetus barbatus
    - Обыкновенный стервятник, Neophron percnopterus; Древнеегипетский: 3 (иероглиф) 'тот, кто ступает ?'
    - Африканский сип, Gyps rueppellii
    - Белоголовый сип, Gyps fulvus; Древнеегипетский: nr(w) 'ужасающий'
    - Чёрный гриф, Aegypius monachus
    - Африканский ушастый гриф, Torgos tracheliotus
    - Змееяд, Circaetus gallicus
    - Орёл-скоморох, Terathopius ecaudatus
    - Болотный лунь, Circus aeruginosus
    - Полевой лунь, Circus cyaneus
    - Степной лунь, Circus macrourus
    - Луговой лунь, Circus pygargus
    - Micronisus gabar, Micronisus gabar (A)
    - Европейский тювик, Accipiter brevipes
    - Ястреб-перепелятник, Accipiter nisus
    - Ястреб-тетеревятник, Accipiter gentilis
    - Обыкновенный канюк, Buteo buteo
    - Курганник, Buteo rufinus
    - Малый подорлик, Aquila pomarina
    - Большой подорлик, Aquila clanga
    - Каменный орёл, Aquila rapax
    - Степной орёл, Aquila nipalensis
    - Могильник, Aquila heliaca
    - Беркут, Aquila chrysaetos
    - Кафрский орёл, Aquila verreauxii
    - Ястребиный орёл, Aquila fasciata
    - Серебристый орёл, Aquila wahlbergi (A)
    - Орёл-карлик, Hieraaetus pennatus

## Каракары и соколы
- Отряд: Соколообразные
  - Семейство: Соколиные
    - Степная пустельга, Falco naumanni
    - Обыкновенная пустельга, Falco tinnunculus
    - Кобчик, Falco vespertinus
    - Чеглок Элеоноры, Falco eleonorae
    - Серебристый чеглок, Falco concolor
    - Дербник, Falco columbarius
    - Чеглок, Falco subbuteo
    - Средиземноморский сокол, Falco biarmicus
    - Балобан, Falco cherrug (A)
    - Шахин, Falco pelegrinoides
    - Сапсан, Falco peregrinus; Древнеегипетский: его иероглифический знак означает божество Гора 'Один далекий/высокий'

## Фазаны и куропатки
- Отряд: Курообразные
  - Семейство: Фазановые
    - Зелёный павлин, Pavo muticus (небольшие популяции, интродуцированные в Западных пустынных оазисах и Верхнем Египте к югу от Асуана)
    - Азиатский кеклик, Alectoris chukar
    - Европейский кеклик, Alectoris graeca
    - Берберийская каменная куропатка, Alectoris barbara
    - Ammoperdix heyi, Ammoperdix heyi
    - Обыкновенный перепел, Coturnix coturnix

## Журавли
- Отряд: Журавлеобразные
  - Семейство: Журавлиные

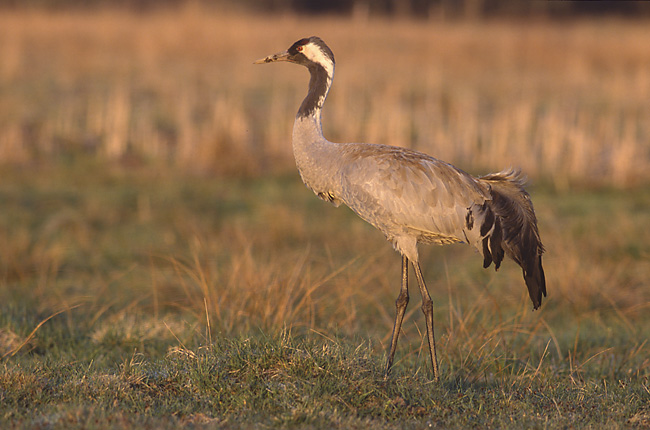
Серый журавль

    - Журавль-красавка, Anthropoides virgo
    - Серый журавль, Grus grus

## Пастушки, погоныши, султанки и лысухи
- Отряд: Журавлеобразные
  - Семейство: Пастушковые

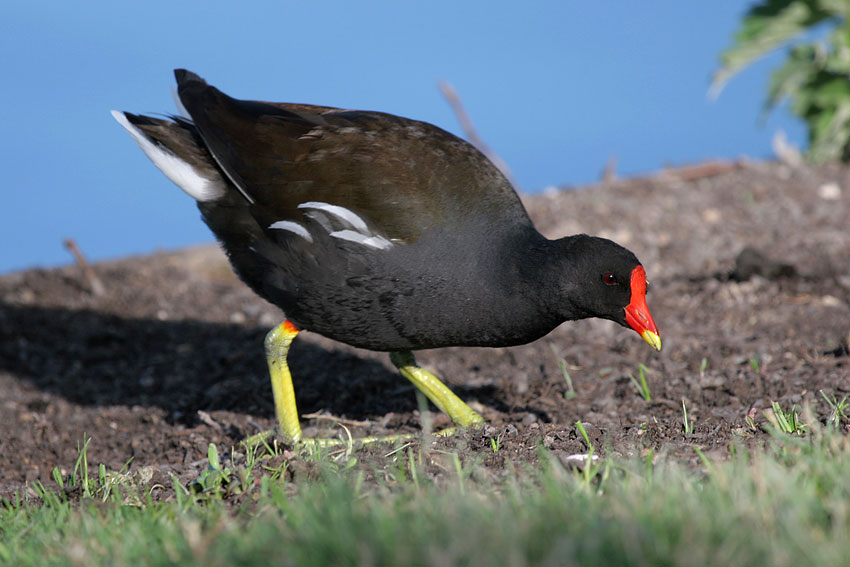
Камышница

    - Водяной пастушок, Rallus aquaticus
    - Коростель, Crex crex
    - Малый погоныш, Porzana parva
    - Погоныш-крошка, Porzana pusilla
    - Погоныш, Porzana porzana
    - Бронзовая султанка, Porphyrio alleni (A)
    - Камышница, Gallinula chloropus
    - Камышница-крошка, Gallinula angulata
    - Лысуха, Fulica atra

## Дрофы

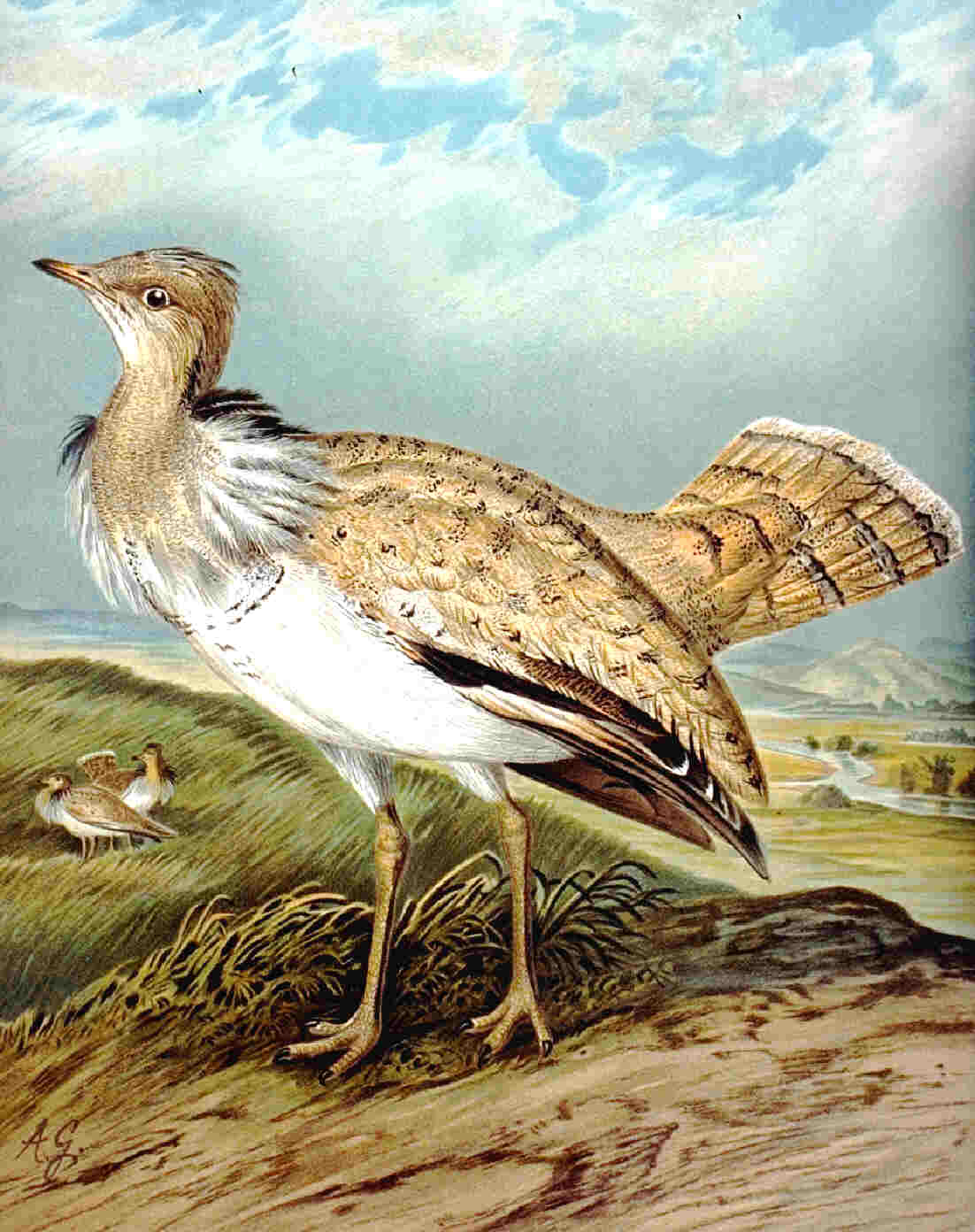
Вихляй

- Отряд: Журавлеобразные
  - Семейство: Дрофиные
    - Дрофа, Otis tarda
    - Вихляй, Chlamydotis undulata
    - Стрепет, Tetrax tetrax

## Цветные бекасы
- Отряд: Ржанкообразные
  - Семейство: Цветные бекасы
    - Цветной бекас, Rostratula benghalensis

## Рачьи ржанки
- Отряд: Ржанкообразные
  - Семейство: Рачьи ржанки
    - Рачья ржанка, Dromas ardeola

## Кулики-сороки
- Отряд: Ржанкообразные
  - Семейство: Кулики-сороки

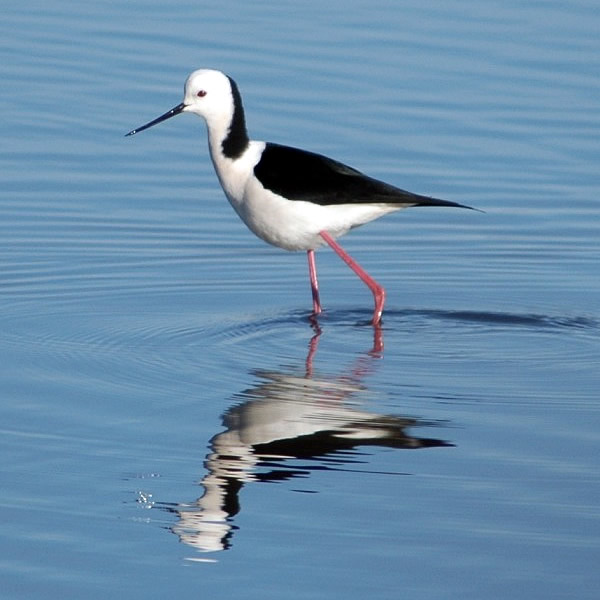
Ходулочник

    - Кулик-сорока, Haematopus ostralegus

## Шилоклювки и ходулочники
- Отряд: Ржанкообразные
  - Семейство: Шилоклювковые
    - Ходулочник, Himantopus himantopus (Ex)
    - Шилоклювка, Recurvirostra avosetta (NB)

## Авдотки
- Отряд: Ржанкообразные
  - Семейство: Авдотковые
    - Авдотка, Burhinus oedicnemus

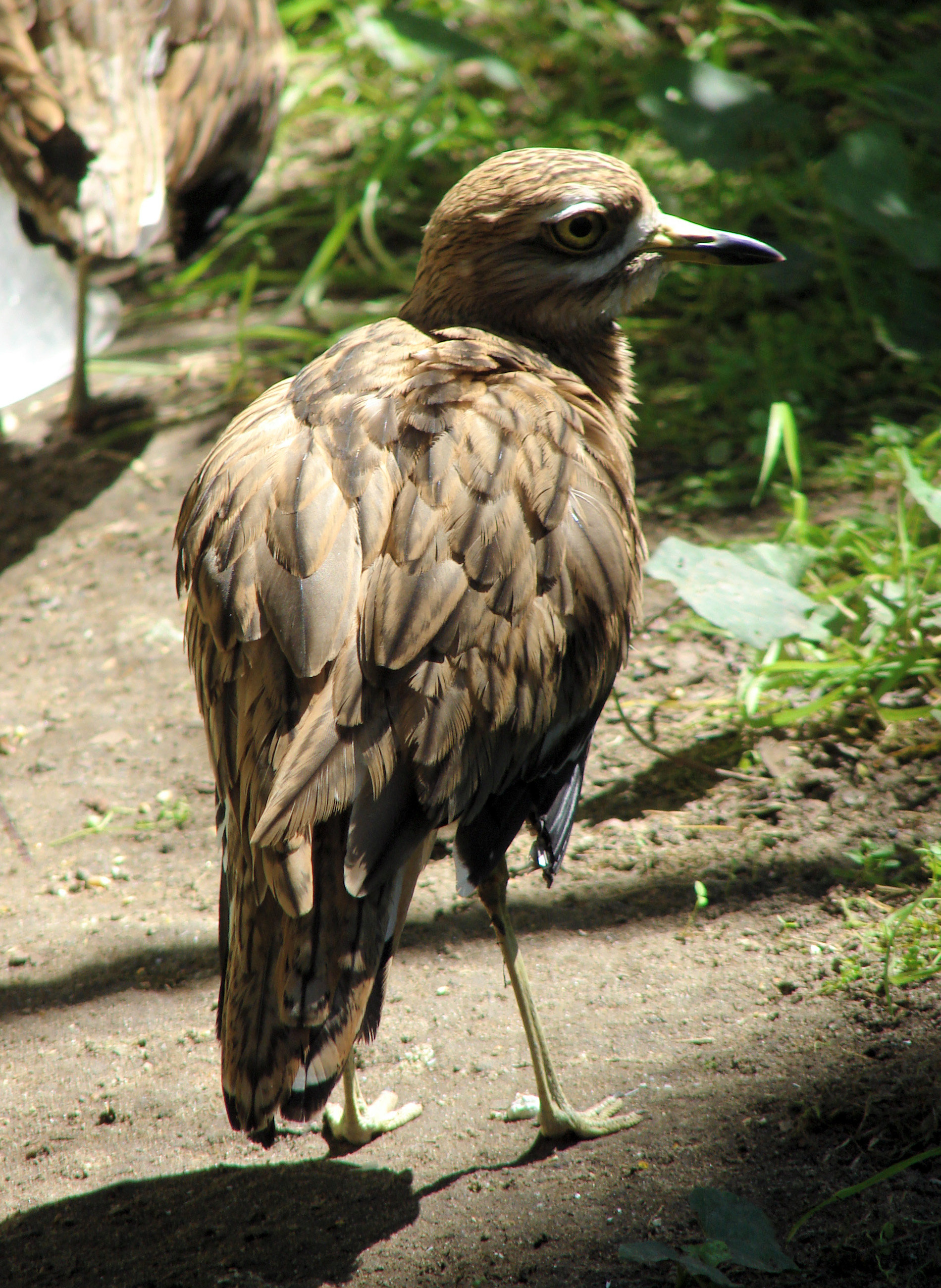
Авдотка

    - Сенегальская авдотка, Burhinus senegalensis

## Крокодиловы сторожа
- Отряд: Ржанкообразные
  - Семейство: Тиркушковые
    - Крокодилов сторож, Pluvianus aegyptius (Ex)

## Тиркушки и бегунки
- Отряд: Ржанкообразные
  - Семейство: Тиркушковые
    - Бегунок, Cursorius cursor
    - Луговая тиркушка, Glareola pratincola
    - Восточная тиркушка, Glareola maldivarum (A)
    - Степная тиркушка, Glareola nordmanni

## Зуйки и чибисы
- Отряд: Ржанкообразные
  - Семейство: Ржанковые
    - Чибис, Vanellus vanellus

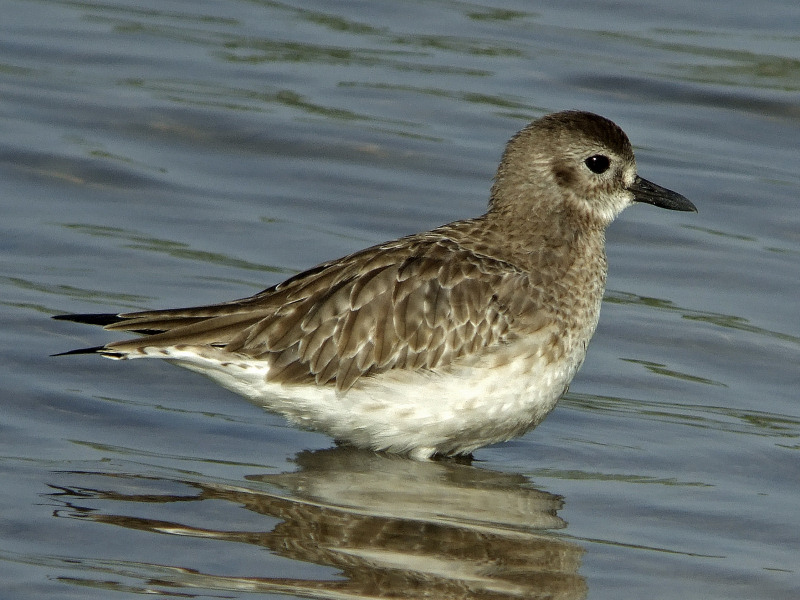
Тулес

    - Шпорцевый чибис, Vanellus spinosus
    - Кречётка, Vanellus gregarius
    - Пигалица белохвостая, Vanellus leucurus
    - Бурокрылая ржанка, Pluvialis fulva
    - Золотистая ржанка, Pluvialis apricaria
    - Тулес, Pluvialis squatarola
    - Галстучник, Charadrius hiaticula
    - Малый зуёк, Charadrius dubius
    - Зуёк-пастух, Charadrius pecuarius
    - Трёхполосый зуёк, Charadrius tricollaris (A)
    - Морской зуёк, Charadrius alexandrinus
    - Монгольский зуёк, Charadrius mongolus
    - Большеклювый зуёк, Charadrius leschenaultii
    - Каспийский зуёк, Charadrius asiaticus
    - Хрустан, Charadrius morinellus

## Песочники и другие
- Отряд: Ржанкообразные
  - Семейство: Бекасовые
    - Вальдшнеп, Scolopax rusticola
    - Гаршнеп, Lymnocryptes minimus
    - Дупель, Gallinago media
    - Бекас, Gallinago gallinago

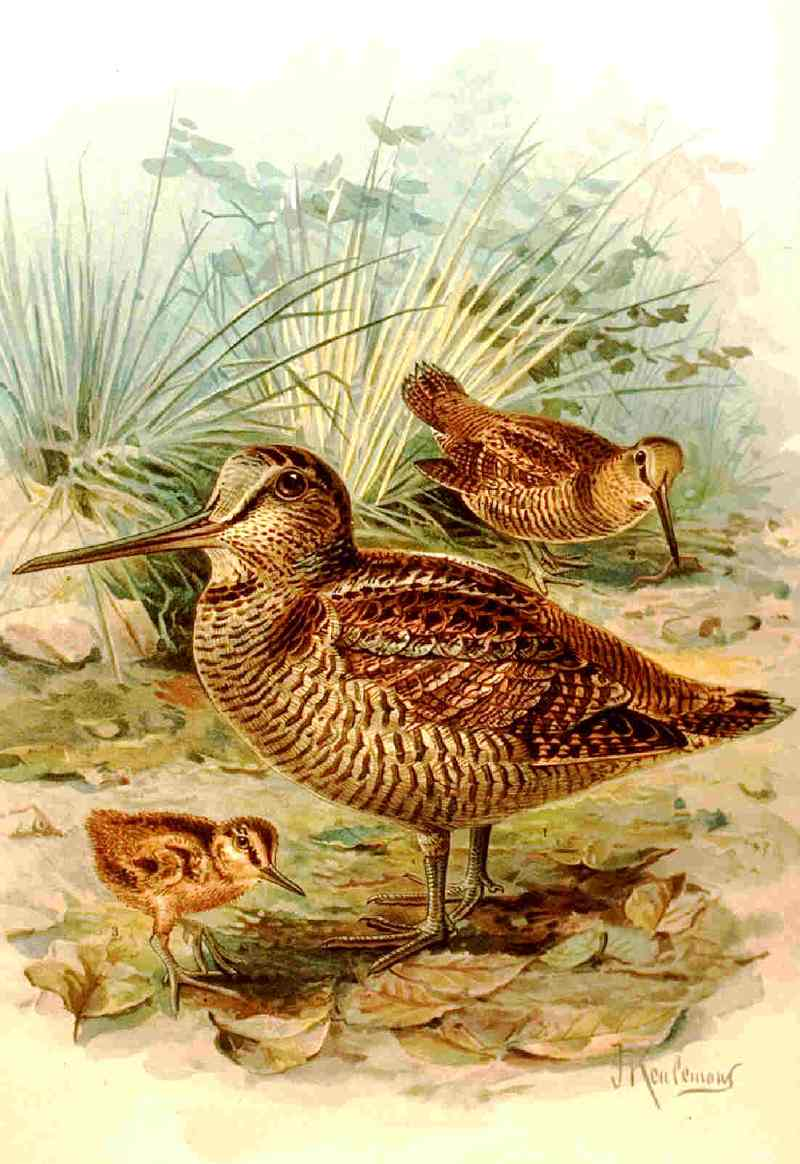
Вальдшнеп

    - Большой веретенник, Limosa limosa
    - Малый веретенник, Limosa lapponica
    - Средний кроншнеп, Numenius phaeopus
    - Тонкоклювый кроншнеп, Numenius tenuirostris
    - Большой кроншнеп, Numenius arquata
    - Щёголь, Tringa erythropus
    - Травник, Tringa totanus
    - Поручейник, Tringa stagnatilis
    - Большой улит, Tringa nebularia
    - Черныш, Tringa ochropus
    - Фифи, Tringa glareola
    - Мородунка, Xenus cinereus
    - Перевозчик, Actitis hypoleucos
    - Камнешарка, Arenaria interpres
    - Исландский песочник, Calidris canutus
    - Песчанка, Calidris alba
    - Кулик-воробей, Calidris minuta
    - Белохвостый песочник, Calidris temminckii
    - Длиннопалый песочник, Calidris subminuta
    - Краснозобик, Calidris ferruginea
    - Чернозобик, Calidris alpina (NB)
    - Грязовик, Philomachus falcinellus
    - Турухтан, Philomachus pugnax
    - Круглоносый плавунчик, Phalaropus lobatus
    - Плосконосый плавунчик, Phalaropus fulicarius

## Поморники
- Отряд: Ржанкообразные
  - Семейство: Поморниковые
    - Средний поморник, Stercorarius pomarinus
    - Короткохвостый поморник, Stercorarius parasiticus
    - Длиннохвостый поморник, Stercorarius longicaudus

## Чайки, крачки и водорезы
- Отряд: Ржанкообразные
  - Семейство: Чайковые

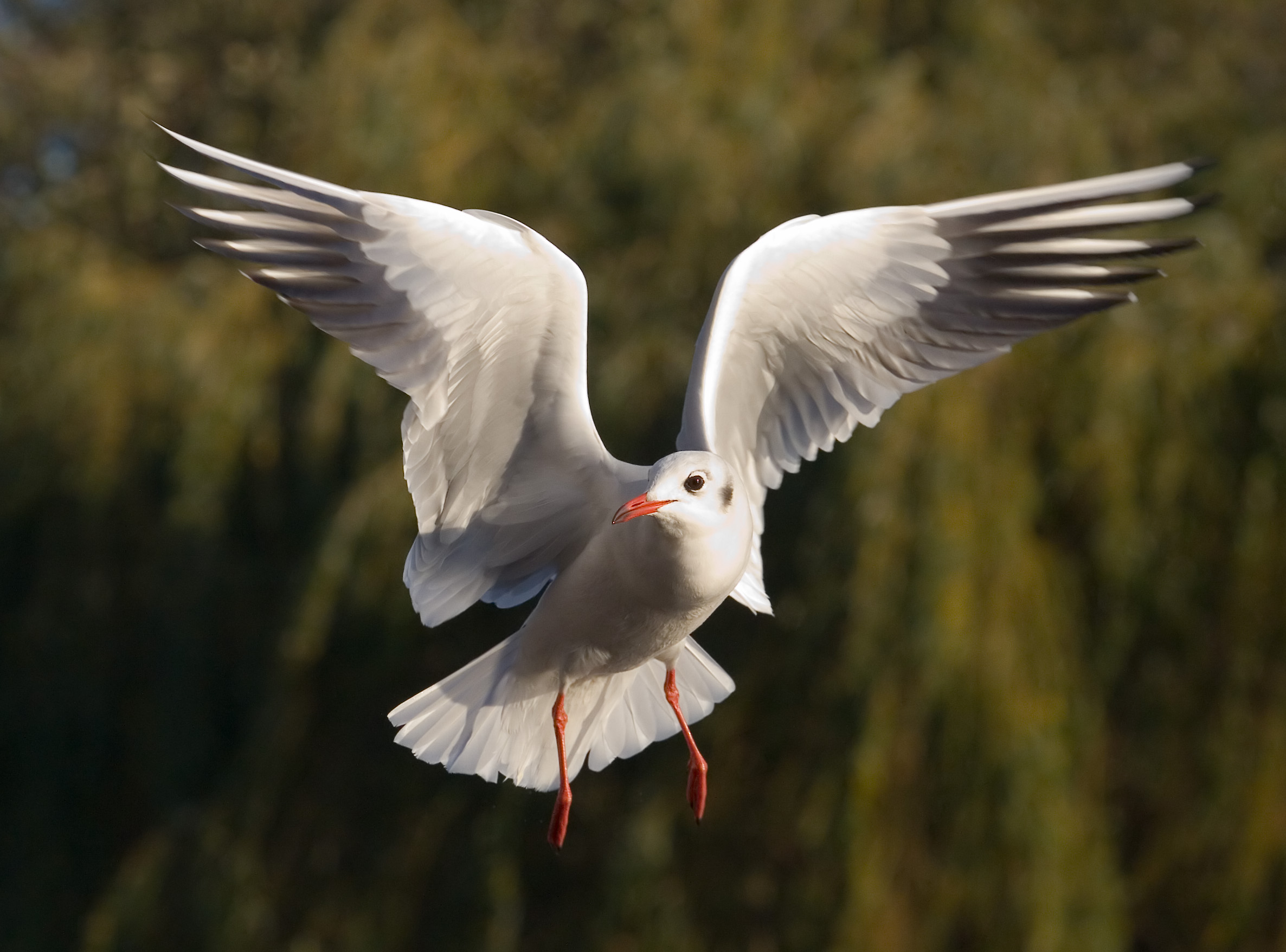
Фотография озерной чайки, сделанная во время полета

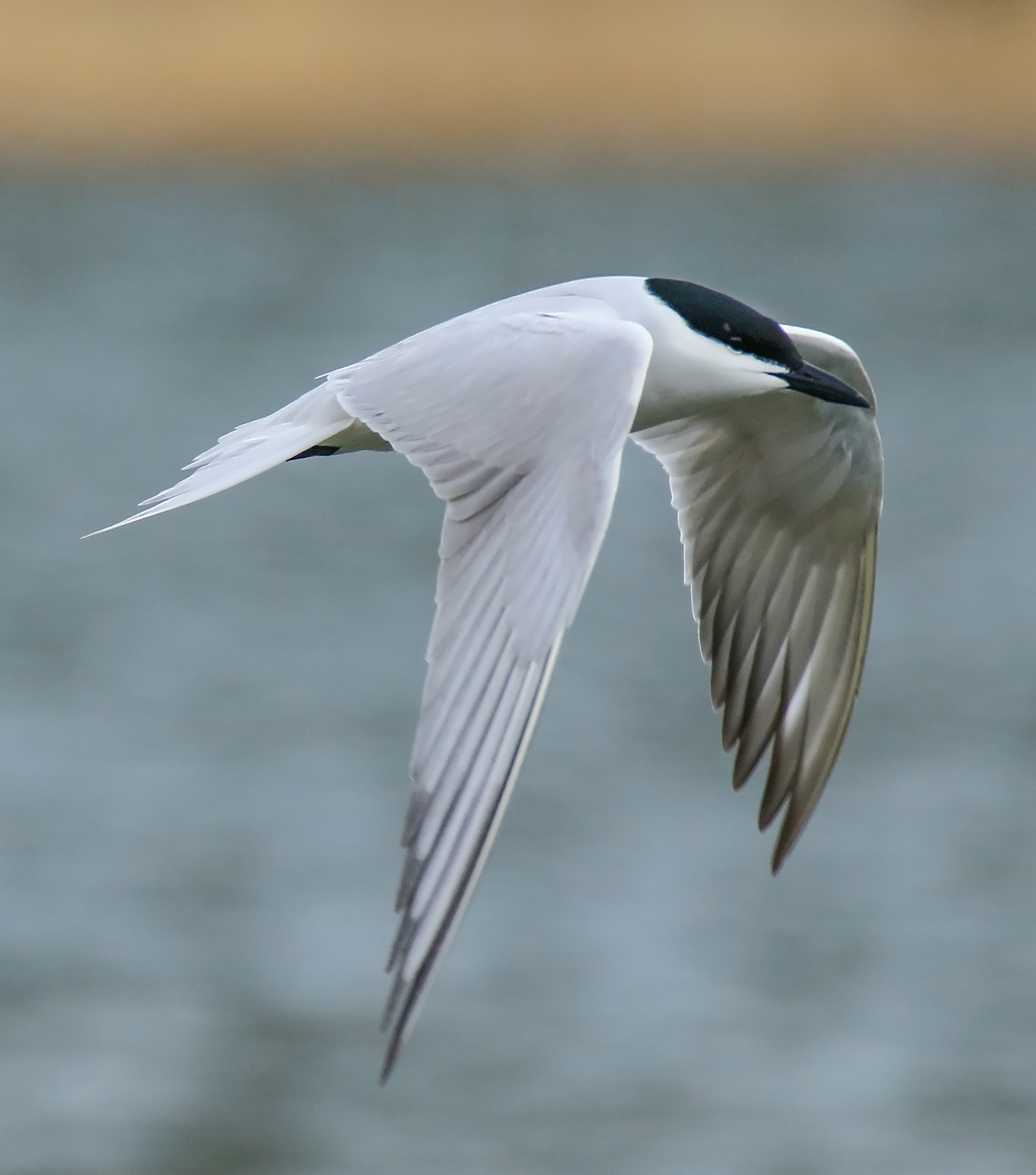
Чайконосая крачка в полете над водой

    - Белоглазая чайка, Ichthyaetus leucophthalmus
    - Ichthyaetus hemprichii, Ichthyaetus hemprichii
    - Чайка Одуэна, Ichthyaetus audouinii
    - Черноголовая чайка, Ichthyaetus melanocephalus (NB)
    - Черноголовый хохотун, Ichthyaetus ichthyaetus
    - Сизая чайка, Larus canus
    - Морская чайка, Larus marinus
    - Бургомистр, Larus hyperboreus
    - Клуша, Larus fuscus
    - Средиземноморская чайка, Larus michahellis
    - Восточная клуша, Larus heuglini
    - Хохотунья, Larus cachinnans
    - Армянская чайка, Larus armenicus
    - Сероголовая чайка, Chroicocephalus cirrocephalus (A)
    - Озёрная чайка, Chroicocephalus ridibundus
    - Морской голубок, Chroicocephalus genei
    - Малая чайка, Hydrocoloeus minutus
    - Вилохвостая чайка, Xema sabini
    - Обыкновенная моевка, Rissa tridactyla
    - Чайконосая крачка, Gelochelidon nilotica
    - Чеграва, Hydroprogne caspia
    - Бенгальская крачка, Thalasseus bengalensis
    - Пестроносая крачка, Thalasseus sandvicensis
    - Крачка Берга, Thalasseus bergii
    - Розовая крачка, Sterna dougallii
    - Речная крачка, Sterna hirundo
    - Аравийская крачка, Sterna repressa
    - Малая крачка, Sternula albifrons
    - Sternula saundersi, Sternula saundersi
    - Бурокрылая крачка, Onychoprion anaethetus
    - Белощёкая болотная крачка, Chlidonias hybridus
    - Белокрылая болотная крачка, Chlidonias leucopterus
    - Чёрная болотная крачка, Chlidonias niger
    - Африканский водорез, Rynchops flavirostris

## Гагарки, кайры и тупики
- Отряд: Ржанкообразные
  - Семейство: Чистиковые
    - Гагарка, Alca torda

## Рябки
- Отряд: Рябкообразные
  - Семейство: Рябковые

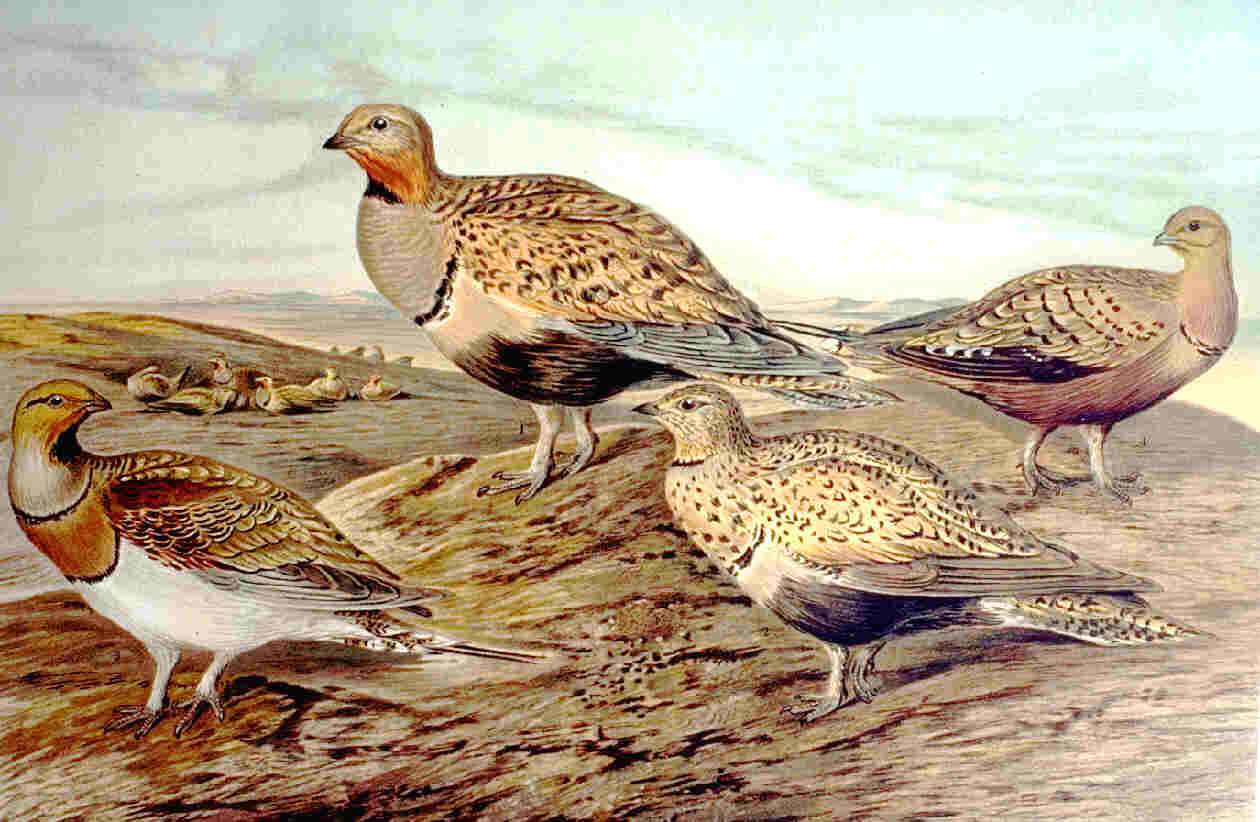
Изображение нескольких чернобрюхих рябков

    - Белобрюхий рябок, Pterocles alchata (A)
    - Сенегальский рябок, Pterocles exustus
    - Пустынный рябок, Pterocles senegallus
    - Чернобрюхий рябок, Pterocles orientalis
    - Рыжешапочный рябок, Pterocles coronatus
    - Рябок Лихтенштейна, Pterocles lichtensteinii

## Голуби и горлицы
- Отряд: Голубеобразные
  - Семейство: Голубиные
    - Сизый голубь, Columba livia
    - Клинтух, Columba oenas
    - Вяхирь, Columba palumbus (A)

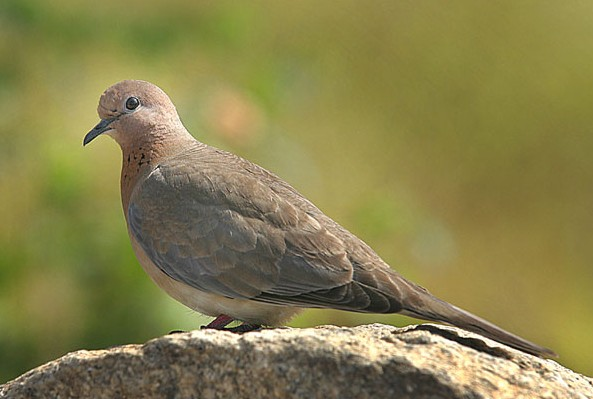
Усевшаяся малая горлица

    - Обыкновенная горлица, Streptopelia turtur
    - Большая горлица, Streptopelia orientalis
    - Кольчатая горлица, Streptopelia decaocto
    - Дикая смеющаяся горлица, Streptopelia roseogrisea
    - Африканская горлица, Streptopelia decipiens (A)
    - Малая горлица, Spilopelia senegalensis
    - Капская горлица, Oena capensis
    - Желтобрюхий зелёный голубь, Treron waalia (A)

## Попугаи Старого Света
- Отряд: Попугаеобразные
  - Семейство: Попугаевые
    - Индийский кольчатый попугай, Psittacula krameri (I)

## Кукушки
- Отряд: Кукушкообразные
  - Семейство: Кукушковые

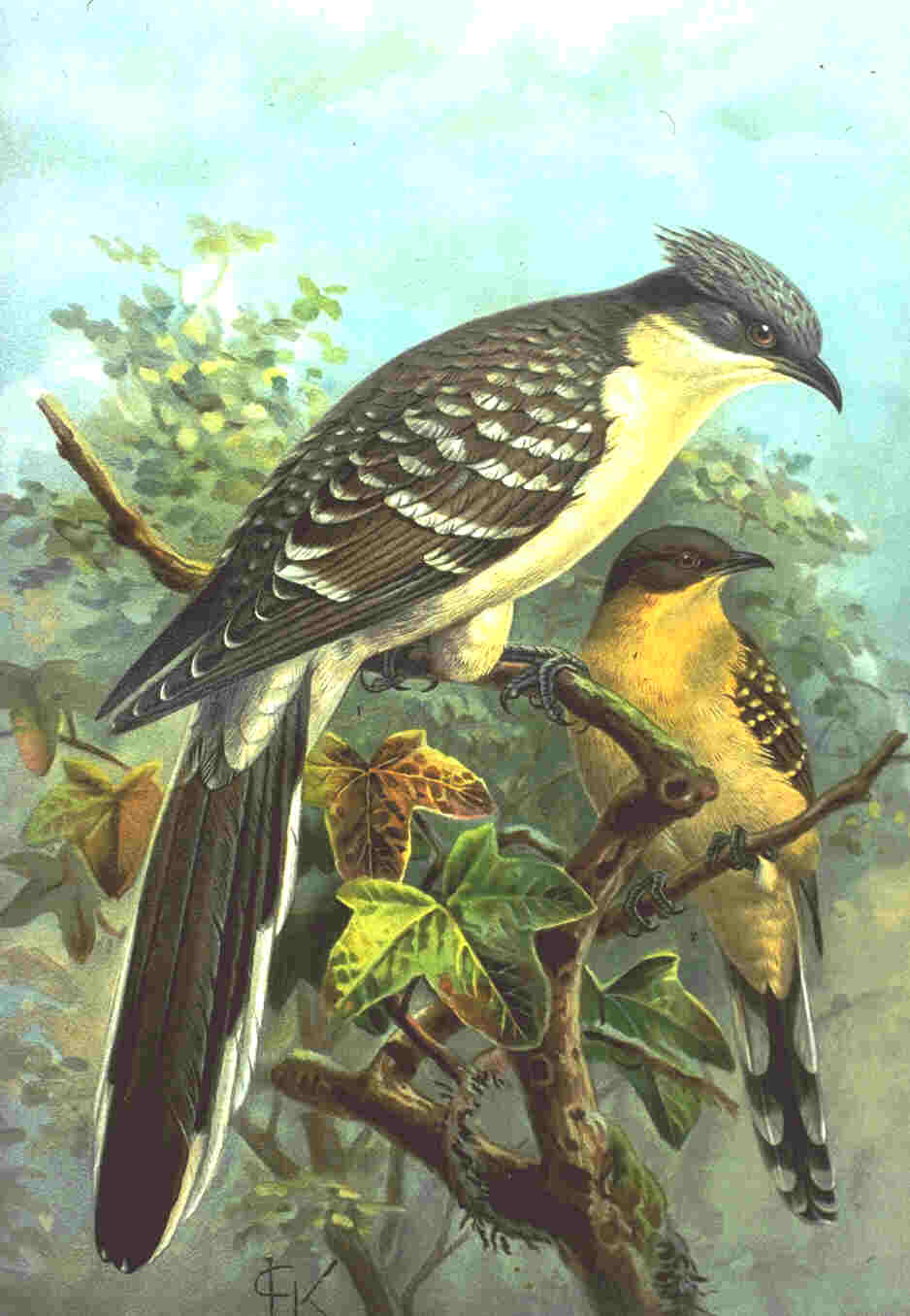
Изображение хохлатой кукушки, сидящей на дереве

    - Хохлатая кукушка, Clamator glandarius
    - Обыкновенная кукушка, Cuculus canorus
    - Сенегальская шпорцевая кукушка, Centropus senegalensis

## Сипухи
- Отряд: Совообразные
  - Семейство: Сипуховые
    - Обыкновенная сипуха, Tyto alba

## Настоящие совы
- Отряд: Совообразные
  - Семейство: Совиные
    - Пустынная совка, Otus brucei
    - Сплюшка, Otus scops

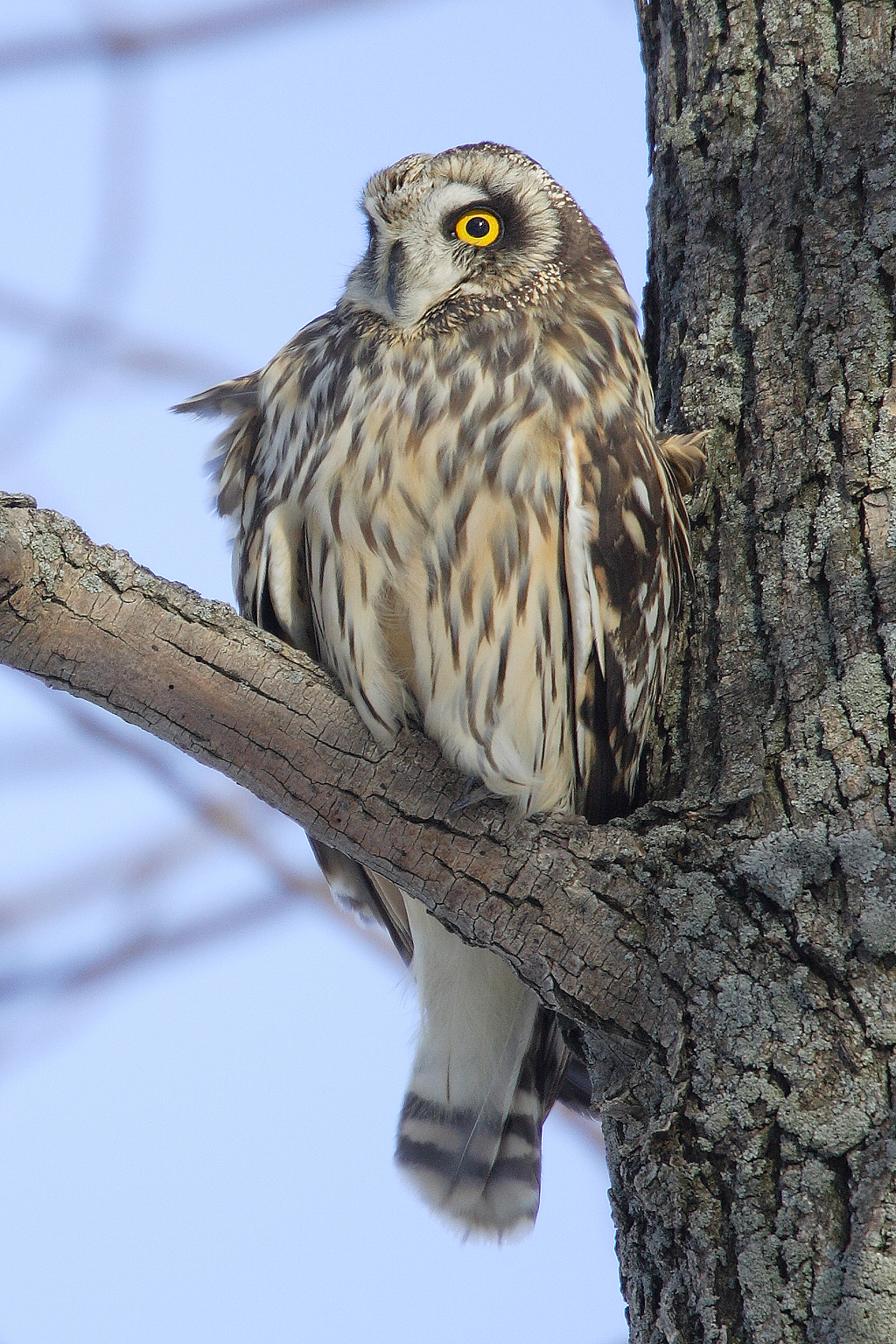
Болотная сова на дереве

    - Пустынный филин, Bubo ascalaphus
    - Strix hadorami, Strix hadorami
    - Домовый сыч, Athene noctua
    - Ушастая сова, Asio otus
    - Болотная сова, Asio flammeus

## Козодои
- Отряд: Козодоеобразные
  - Семейство:Настоящие козодои
    - Обыкновенный козодой, Caprimulgus europaeus
    - Буланый козодой, Caprimulgus aegyptius
    - Нубийский козодой, Caprimulgus nubicus

## Стрижи
- Отряд: Стрижеобразные
  - Семейство: Стрижиные
    - Пальмовый стриж, Cypsiurus parvus (A)
    - Белобрюхий стриж, Tachymarptis melba
    - Чёрный стриж, Apus apus
    - Бледный стриж, Apus pallidus
    - Малый стриж, Apus affinis

## Зимородки
- Отряд: Ракшеобразные
  - Семейство: Зимородковые

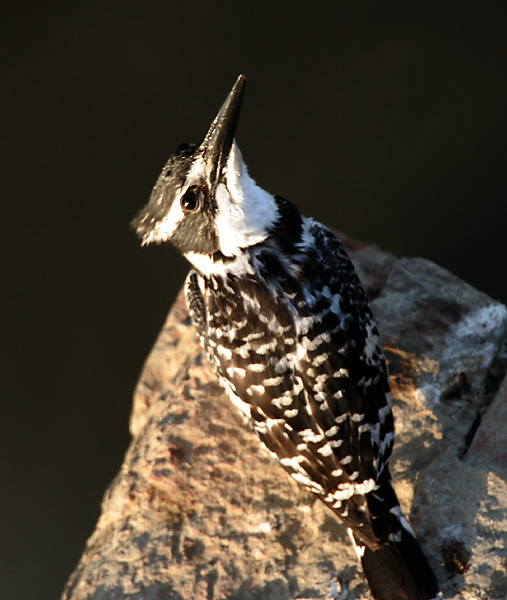
Малый пегий зимородок, вид сверху

    - Обыкновенный зимородок, Alcedo atthis
    - Красноклювая альциона, Halcyon smyrnensis
    - Белошейная альциона, Todiramphus chloris
    - Малый пегий зимородок, Ceryle rudis

## Пчелоеды
- Отряд: Ракшеобразные
  - Семейство: Щурковые

Две золотистые щурки, один с пчелой во рту

    - Малая зелёная щурка, Merops orientalis
    - Зелёная щурка, Merops persicus
    - Золотистая щурка, Merops apiaster

## Сизоворонки
- Отряд: Ракшеобразные
  - Семейство: Сизоворонковые
    - Обыкновенная сизоворонка, Coracias garrulus
    - Абиссинская сизоворонка, Coracias abyssinicus (A)
    - Африканский широкорот, Eurystomus glaucurus (A)

## Удоды
- Отряд: Птицы-носороги
  - Семейство: Удодовые
    - Удод, Upupa epops

## Дятлы и другие
- Отряд: Дятлообразные
  - Семейство: Дятловые
    - Вертишейка, Jynx torquilla
    - Сирийский дятел, Dendrocopos syriacus

## Жаворонки
- Отряд: Воробьинообразные
  - Семейство: Жаворонковые

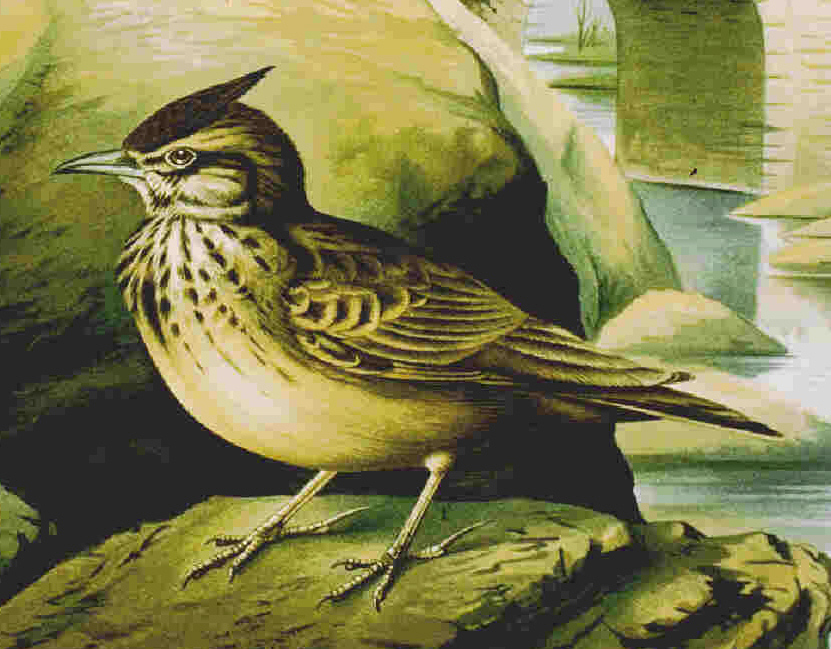
Изображение короткопалого хохлатого жаворонка

    - Eremopterix nigriceps, Eremopterix nigriceps
    - Чернохвостый вьюрковый жаворонок, Ammomanes cinctura
    - Пустынный жаворонок, Ammomanes deserti
    - Большой удодовый жаворонок, Alaemon alaudipes
    - Ramphocoris clotbey, Ramphocoris clotbey
    - Степной жаворонок, Melanocorypha calandra
    - Двупятнистый жаворонок, Melanocorypha bimaculata
    - Малый жаворонок, Calandrella brachydactyla
    - Серый малый жаворонок, Alaudala rufescens
    - Малый вьюрковый жаворонок, Eremalauda dunni
    - Chersophilus duponti, Chersophilus duponti
    - Хохлатый жаворонок, Galerida cristata
    - Короткопалый хохлатый жаворонок, Galerida theklae
    - Лесной жаворонок, Lullula arborea
    - Полевой жаворонок, Alauda arvensis
    - Индийский жаворонок, Alauda gulgula
    - Малый рогатый жаворонок, Eremophila bilopha

## Ласточки и стрижи
- Отряд: Воробьинообразные
  - Семейство: Ласточковые
    - Береговушка, Riparia riparia

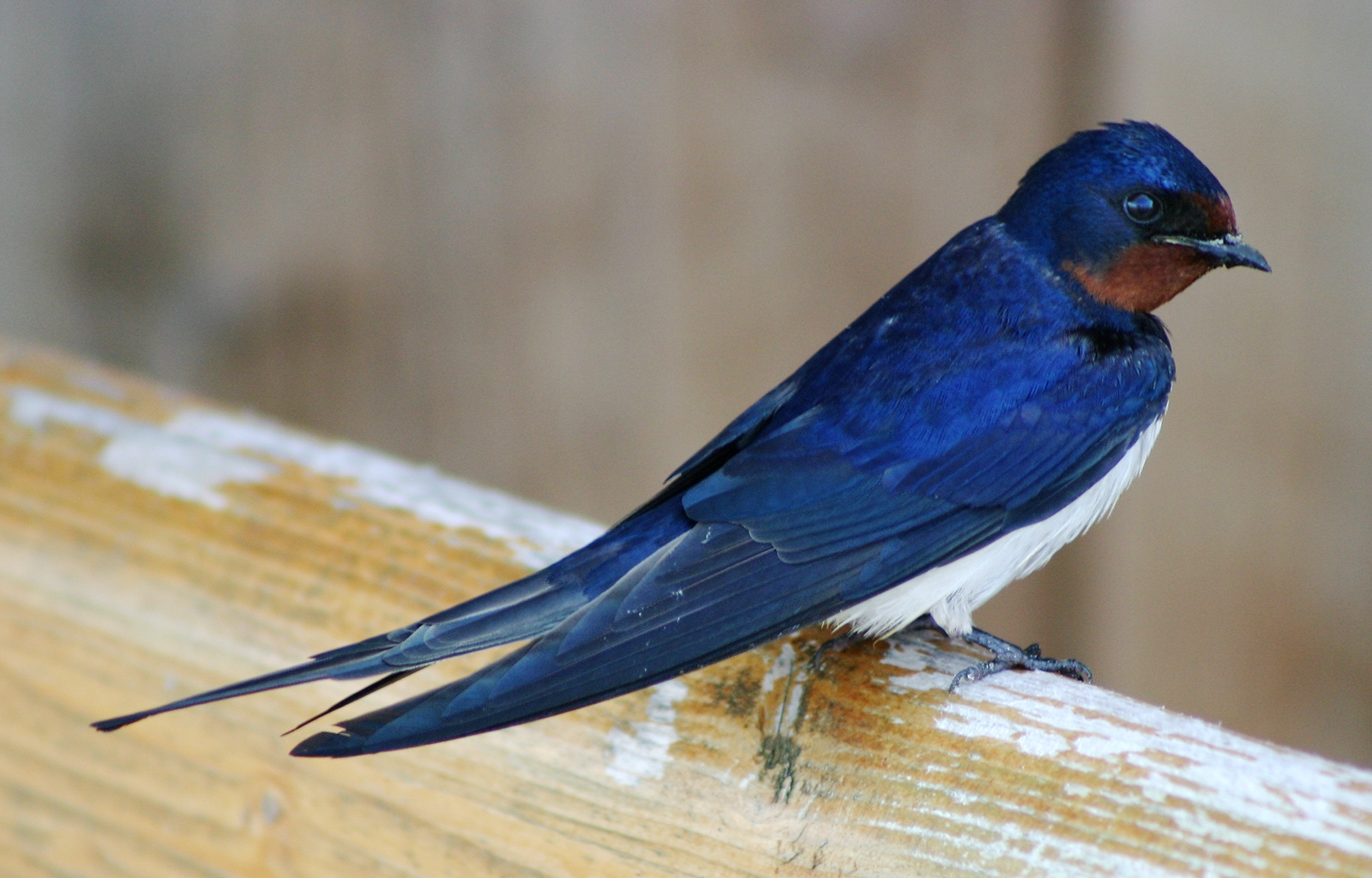
Сидящая деревенская ласточка. Обратите внимание на синее оперение.

    - Белобровая береговая ласточка, Riparia cincta (A)
    - Малая береговая ласточка, Riparia paludicola (A)
    - Скалистая ласточка, Ptyonoprogne rupestris
    - Ptyonoprogne obsoleta, Ptyonoprogne obsoleta
    - Деревенская ласточка, Hirundo rustica
    - Рыжепоясничная ласточка, Cecropis daurica
    - Городская ласточка, Delichon urbicum
    - Индийская горная ласточка, Cecropis fluvicola (A)

## Трясогузки и коньки
- Отряд: Воробьинообразные
  - Семейство: Трясогузковые

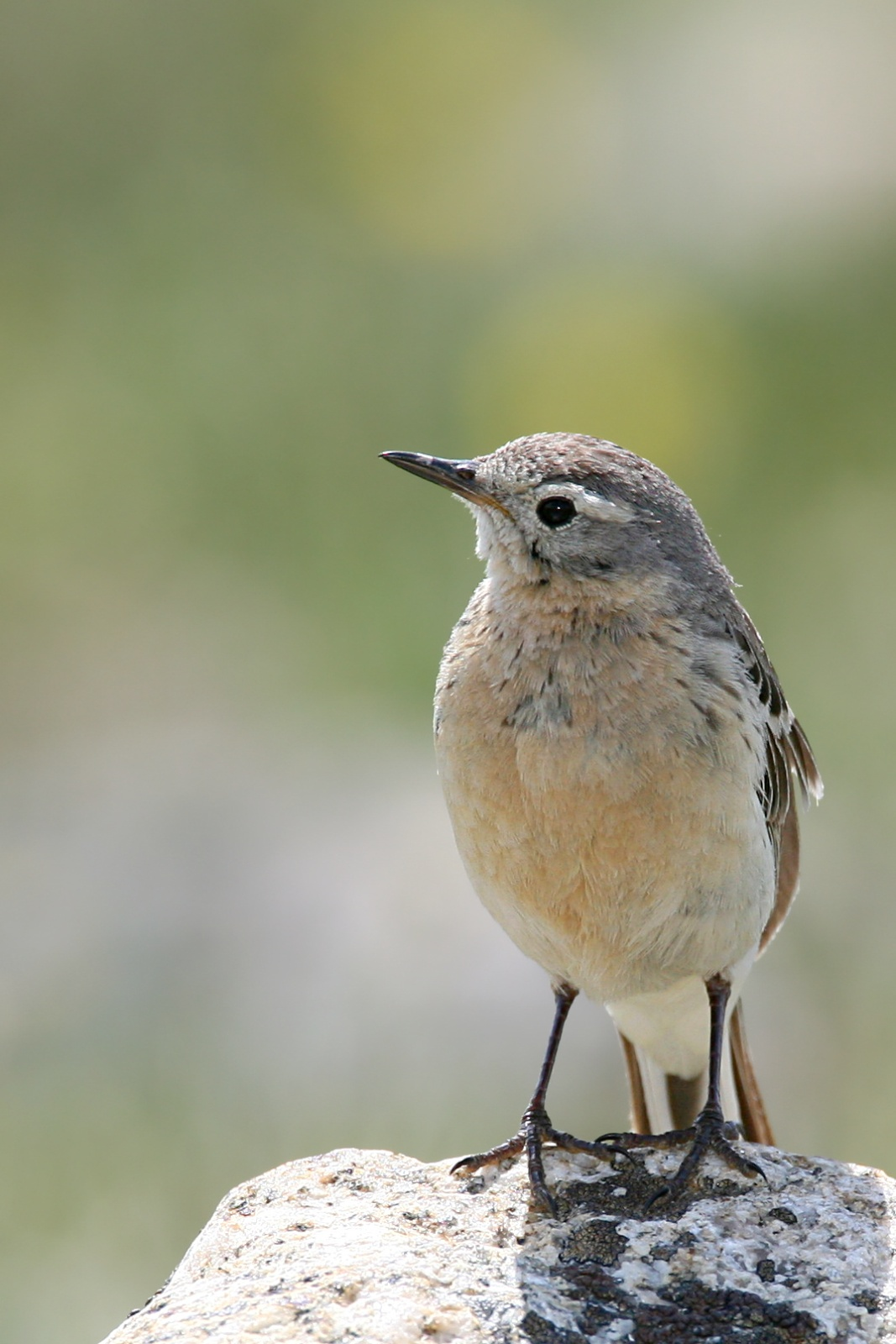
Американский конёк

    - Белая трясогузка, Motacilla alba
    - Пегая трясогузка, Motacilla aguimp
    - Жёлтая трясогузка, Motacilla flava
    - Горная трясогузка, Motacilla cinerea
    - Степной конёк, Anthus richardi
    - Полевой конёк, Anthus campestris
    - Длинноклювый конёк, Anthus similis
    - Лесной конёк, Anthus trivialis
    - Луговой конёк, Anthus pratensis (NB)
    - Краснозобый конёк, Anthus cervinus
    - Горный конёк, Anthus spinoletta
    - Американский конёк, Anthus rubescens

## Бюльбюли
- Отряд: Воробьинообразные
  - Семейство: Бюльбюлевые
    - Бородатый настоящий бюльбюль, Pycnonotus barbatus
    - Желтопоясничный настоящий бюльбюль, Pycnonotus xanthopygos

## Корольки
- Отряд: Воробьинообразные
  - Семейство: Корольковые
    - Желтоголовый королёк, Regulus regulus
    - Красноголовый королёк, Regulus ignicapillus (A)

## Серые сорокопутовые свиристели
- Отряд: Воробьинообразные
  - Семейство: Сорокопутовые свиристели
    - Сорокопутовый свиристель, Hypocolius ampelinus (A)

## Крапивники
- Отряд: Воробьинообразные
  - Семейство: Крапивниковые
    - Крапивник, Troglodytes troglodytes

## Завирушки
- Отряд: Воробьинообразные
  - Семейство: Завирушковые
    - Лесная завирушка, Prunella modularis

## Дрозды и другие
- Отряд: Воробьинообразные
  - Семейство: Дроздовые

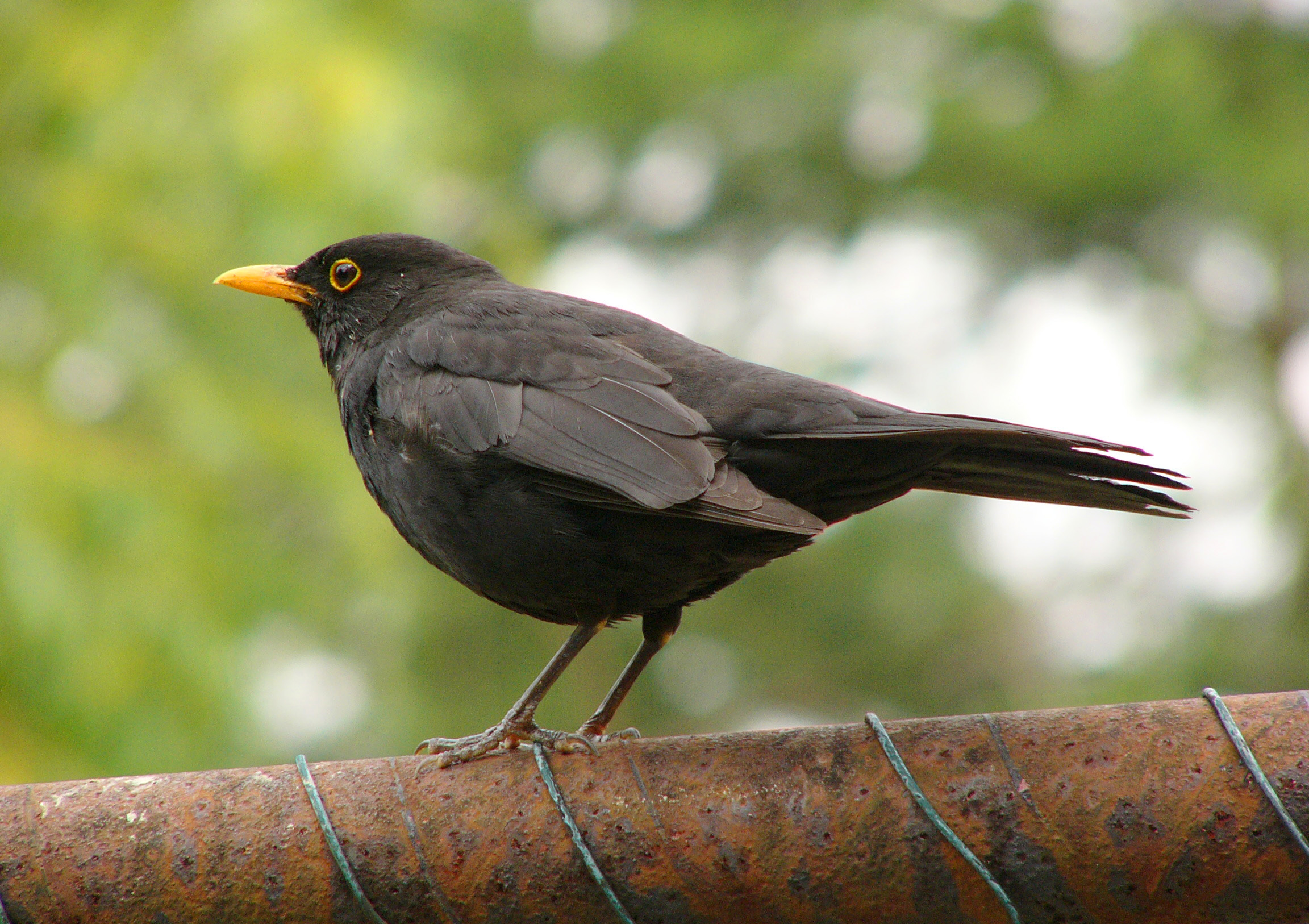
Чёрный дрозд

    - Белозобый дрозд, Turdus torquatus
    - Чёрный дрозд, Turdus merula
    - Чернозобый дрозд, Turdus atrogularis (A)
    - Рябинник, Turdus pilaris
    - Белобровик, Turdus iliacus
    - Певчий дрозд, Turdus philomelos
    - Деряба, Turdus viscivorus

## Цистиколы и принии
- Отряд: Воробьинообразные
  - Семейство: Цистиколовые
    - Веерохвостая цистикола, Cisticola juncidis
    - Изящная приния, Prinia gracilis

## Скотоцерки
- Отряд: Воробьинообразные
  - Семейство: Скотоцерковые
    - Скотоцерка, Scotocerca inquieta

## Короткокрылые камышовки
- Отряд: Воробьинообразные
  - Семейство: Короткокрылые камышовки
    - Широкохвостая камышовка, Cettia cetti

## Сверчковые славки
- Отряд: Воробьинообразные
  - Семейство: Сверчковые
    - Обыкновенный сверчок, Locustella naevia
    - Речной сверчок, Locustella fluviatilis
    - Соловьиный сверчок, Locustella luscinioides

## Камышовковые славки
- Отряд: Воробьинообразные
  - Семейство: Камышовковые

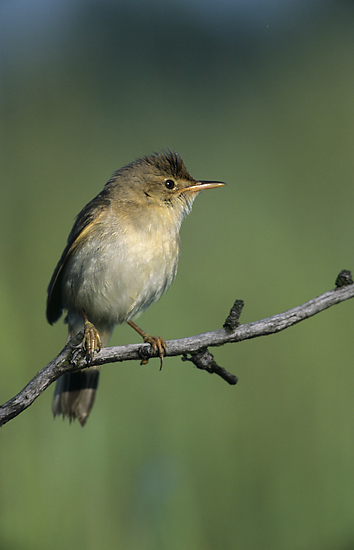
Болотная камышовка

    - Тонкоклювая камышёвка, Acrocephalus melanopogon
    - Вертлявая камышовка, Acrocephalus paludicola
    - Камышовка-барсучок, Acrocephalus schoenobaenus
    - Тростниковая камышовка, Acrocephalus scirpaceus
    - Садовая камышовка, Acrocephalus dumetorum
    - Болотная камышовка, Acrocephalus palustris
    - Дроздовидная камышовка, Acrocephalus arundinaceus
    - Туркестанская камышовка, Acrocephalus stentoreus
    - Толстоклювая камышовка, Iduna aedon
    - Бледная пересмешка, Iduna pallida
    - Западная бледная пересмешка, Iduna opaca (A)
    - Пустынная пересмешка, Hippolais languida
    - Средиземноморская пересмешка, Hippolais olivetorum
    - Зелёная пересмешка, Hippolais icterina

## Пеночковые славки
- Отряд: Воробьинообразные
  - Семейство: Пеночковые
    - Пеночка-весничка, Phylloscopus trochilus
    - Пеночка-теньковка, Phylloscopus collybita
    - Светлобрюхая пеночка, Phylloscopus bonelli
    - Белобрюхая пеночка, Phylloscopus orientalis
    - Пеночка-трещотка, Phylloscopus sibilatrix
    - Бурая пеночка, Phylloscopus fuscatus (A)
    - Пеночка-зарничка, Phylloscopus inornatus

## Славки Старого Света
- Отряд: Воробьинообразные
  - Семейство: Славковые

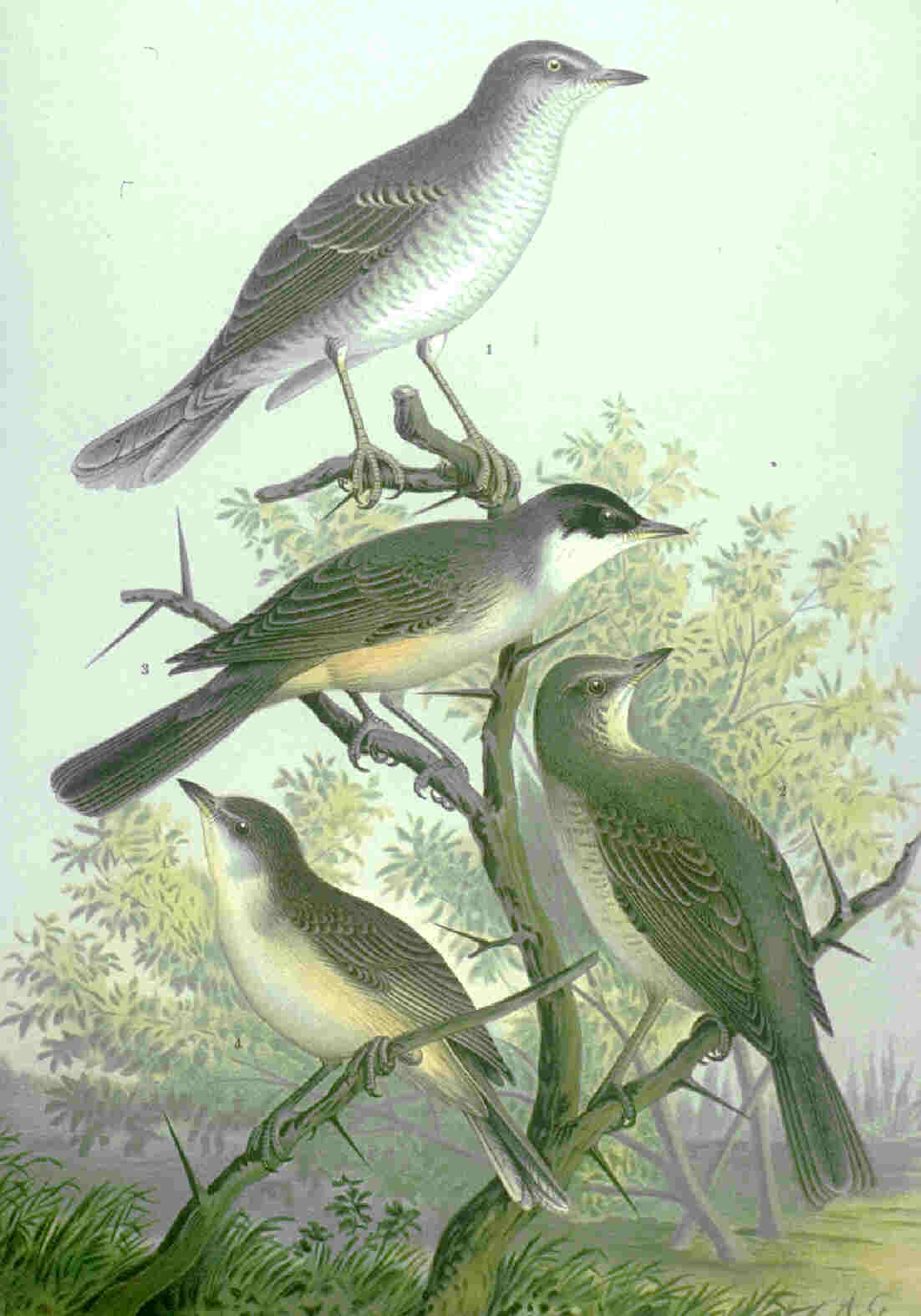
Ястребиная славка (самец в центре)

    - Черноголовая славка, Sylvia atricapilla (NB)
    - Садовая славка, Sylvia borin
    - Серая славка, Sylvia communis
    - Славка-завирушка, Sylvia curruca
    - Пустынная славка, Sylvia nana (NB)
    - Африканская пустынная славка, Sylvia deserti
    - Ястребиная славка, Sylvia nisoria
    - Восточная певчая славка, Sylvia crassirostris
    - Пегая славка, Sylvia leucomelaena
    - Славка Рюппеля, Sylvia ruppeli
    - Субальпийская славка, Sylvia cantillans
    - Средиземноморская славка, Sylvia melanocephala (NB)
    - Кипрская славка, Sylvia melanothorax (NB)
    - Белоусая славка, Sylvia mystacea (NB)
    - Очковая славка, Sylvia conspicillata
    - Сардинская славка, Sylvia sarda (NB)

## Мухоловки Старого Света
- Отряд: Воробьинообразные
  - Семейство: Мухоловковые

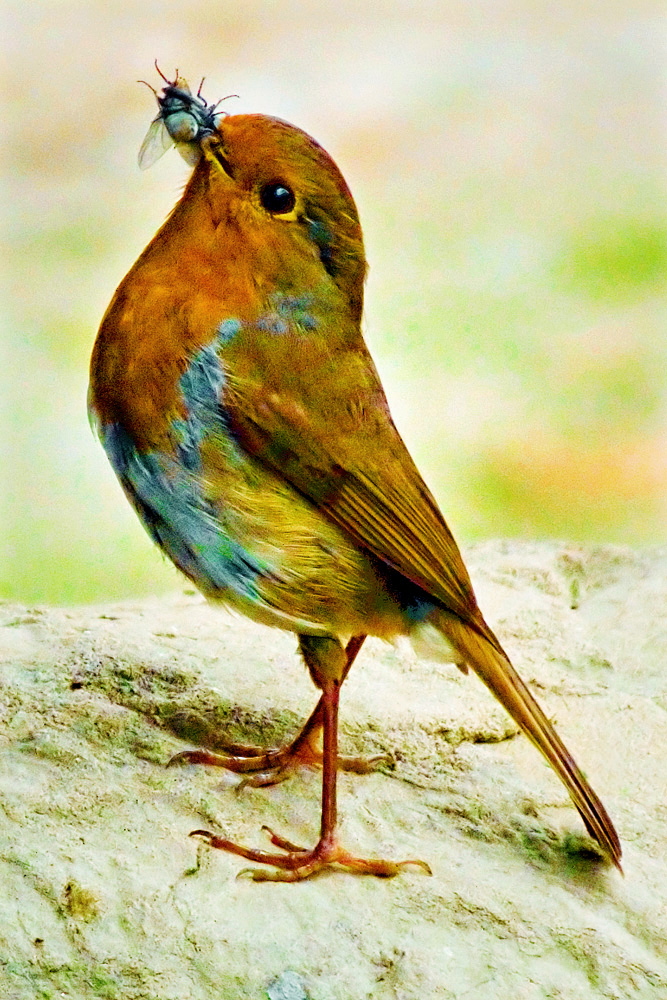
Зарянка с мухой в клюве

    - Пёстрый каменный дрозд, Monticola saxatilis
    - Синий каменный дрозд, Monticola solitarius
    - Серая мухоловка, Muscicapa striata
    - Мухоловка-пеструшка, Ficedula hypoleuca
    - Мухоловка-белошейка, Ficedula albicollis
    - Полуошейниковая мухоловка, Ficedula semitorquata
    - Малая мухоловка, Ficedula parva
    - Зарянка, Erithacus rubecula
    - Обыкновенный соловей, Luscinia luscinia
    - Западный соловей, Luscinia megarhynchos
    - Варакушка, Luscinia svecica
    - Соловей-красношейка, Luscinia calliope
    - Черный тугайный соловей, Cercotrichas podobe (A)
    - Тугайный соловей, Cercotrichas galactotes
    - Соловей-белошейка, Irania gutturalis
    - Горихвостка-чернушка, Phoenicurus ochruros
    - Обыкновенная горихвостка, Phoenicurus phoenicurus
    - Сибирский черноголовый чекан, Saxicola maura (A)
    - Луговой чекан, Saxicola rubetra
    - Черноголовый чекан, Saxicola rubicola
    - Чёрный чекан, Saxicola caprata (A)
    - Белопоясная каменка, Oenanthe leucopyga
    - Каменка-монашка, Oenanthe monacha
    - Белохвостая каменка, Oenanthe leucura
    - Обыкновенная каменка, Oenanthe oenanthe
    - Траурная каменка, Oenanthe lugens
    - Черношейная каменка, Oenanthe finschii
    - Рыжепоясничная каменка, Oenanthe moesta
    - Каменка-плешанка, Oenanthe pleschanka
    - Кипрская каменка, Oenanthe cypriaca
    - Испанская каменка, Oenanthe hispanica
    - Западная златогузая каменка, Oenanthe xanthoprymna
    - Пустынная каменка, Oenanthe deserti
    - Каменка-плясунья, Oenanthe isabellina
    - Чернохвостый скромный чекан, Oenanthe melanura

## Кустарницы
- Отряд: Воробьинообразные
  - Семейство: Комичные тимелии
    - Арабская дроздовая тимелия, Turdoides squamiceps
    - Сахарская дроздовая тимелия, Turdoides fulva

## Синицы

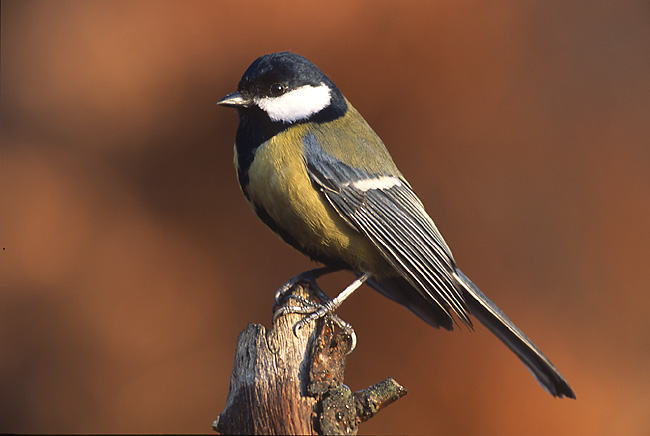
Большая синица

- Отряд: Воробьинообразные
  - Семейство: Синицевые
    - Большая синица, Parus major

## Ремезы
- Отряд: Воробьинообразные
  - Семейство: Ремезовые
    - Обыкновенный ремез, Remiz pendulinus

## Нектарницы
- Отряд: Воробьинообразные
  - Семейство: Нектарницевые
    - Hedydipna metallicus, Hedydipna metallicus
    - Палестинская нектарница, Cinnyris oseus
    - Блестящая нектарница, Cinnyris habessinicus

## Иволги Старого Света
- Отряд: Воробьинообразные
  - Семейство: Иволговые

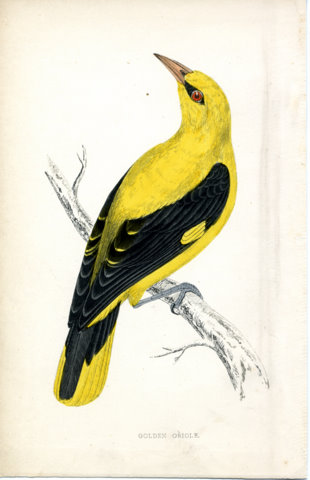
Изображение обыкновенной иволги

    - Обыкновенная иволга, Oriolus oriolus

## Сорокопуты
- Отряд: Воробьинообразные
  - Семейство: Сорокопутовые
    - Обыкновенный жулан, Lanius collurio
    - Lanius phoenicuroides, Lanius phoenicuroides (A)
    - Рыжехвостый жулан, Lanius isabellinus
    - Пустынный сорокопут, Lanius meridionalis
    - Чернолобый сорокопут, Lanius minor
    - Маскированный сорокопут, Lanius nubicus
    - Красноголовый сорокопут, Lanius senator

## Кустарниковые сорокопуты
- Отряд: Воробьинообразные
  - Семейство: Кустарниковые сорокопуты
    - Rhodophoneus cruentus, Rhodophoneus cruentus

## Вороны, сойки, вороны и сороки
- Отряд: Воробьинообразные
  - Семейство: Врановые
    - Галка, Corvus monedula

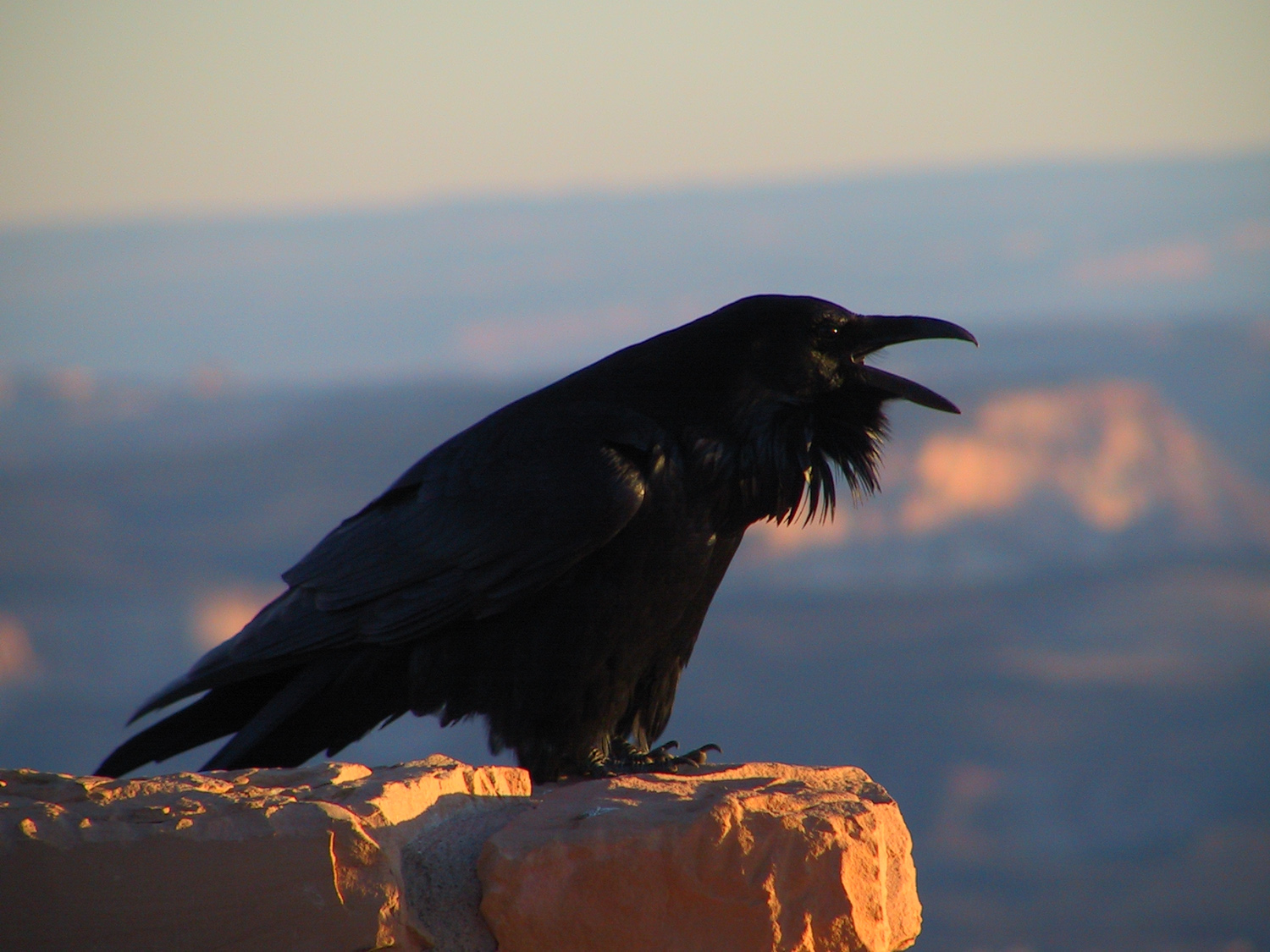
Ворон

    - Блестящий ворон, Corvus splendens
    - Грач, Corvus frugilegus
    - Чёрная ворона, Corvus corone
    - Пустынный буроголовый ворон, Corvus ruficollis
    - Щетинистая ворона, Corvus rhipidurus
    - Ворон, Corvus corax
    - Серая ворона, Corvus cornix

## Скворцы
- Отряд: Воробьинообразные
  - Семейство: Скворцовые

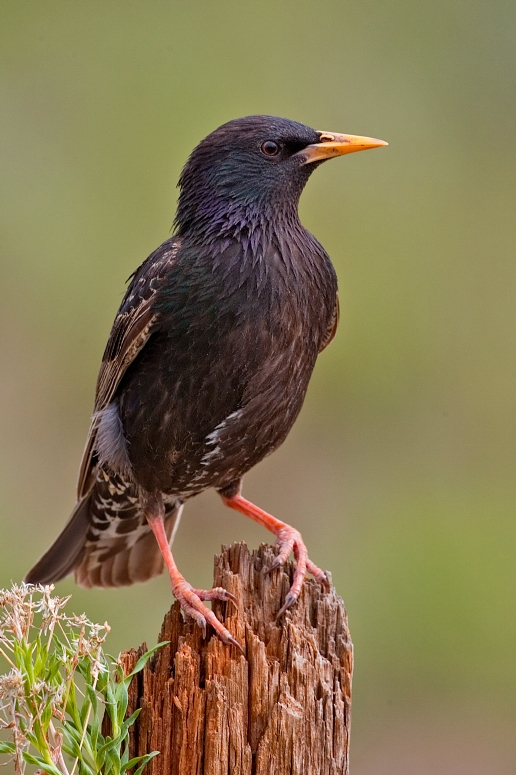
Обыкновенный скворец

    - Обыкновенная майна, Acridotheres tristis (I)
    - Розовый скворец, Sturnus roseus
    - Обыкновенный скворец, Sturnus vulgaris
    - Тристрамов длиннохвостый скворец, Onychognathus tristramii

## Ткачи
- Отряд: Воробьинообразные
  - Семейство: Ткачиковые
    - Маньярский ткач, Ploceus manyar (I)
    - Большой масковый ткач, Ploceus cucullatus (A)

## Вьюрковые ткачики
- Отряд: Воробьинообразные
  - Семейство: Вьюрковые ткачики
    - Тигровый астрильд, Amandava amandava (I)
    - Серебряноклювая амадина, Euodice cantans
    - Малабарская амадина, Euodice malabarica (I)

## Овсянки, воробьи и другие
- Отряд: Воробьинообразные
  - Семейство: Овсянковые

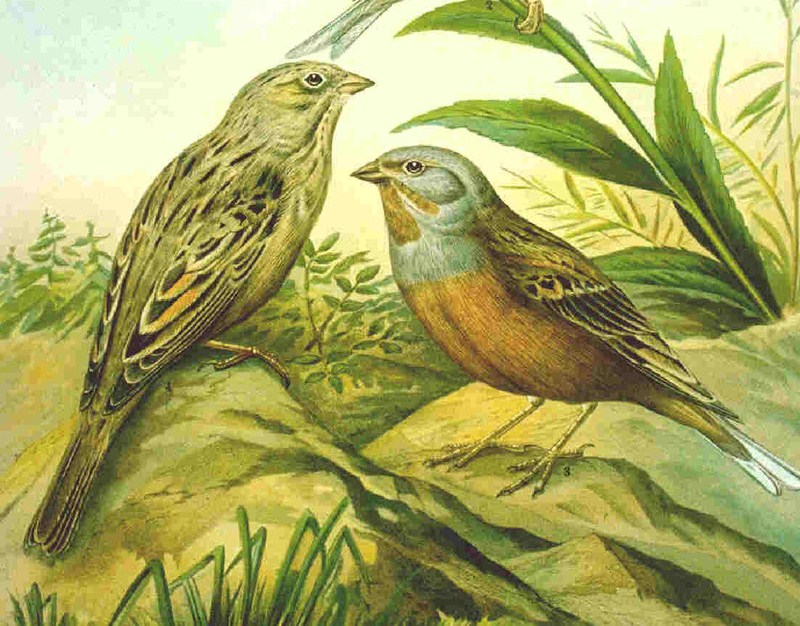
Изображение двух красноклювых овсянок

    - Обыкновенная овсянка, Emberiza citrinella
    - Огородная овсянка, Emberiza cirlus (A)
    - Серая овсянка, Emberiza cineracea
    - Садовая овсянка, Emberiza hortulana
    - Красноклювая овсянка, Emberiza caesia
    - Пёстрая овсянка, Emberiza striolata
    - Каштановая овсянка, Emberiza tahapisi (A)
    - Овсянка-крошка, Emberiza pusilla
    - Овсянка-ремез, Emberiza rustica
    - Дубровник, Emberiza aureola
    - Черноголовая овсянка, Emberiza melanocephala
    - Камышовая овсянка, Emberiza schoeniclus (A)
    - Просянка, Emberiza calandra

## Чижи, клесты и другие
- Отряд: Воробьинообразные
  - Семейство: Вьюрковые
    - Зяблик, Fringilla coelebs

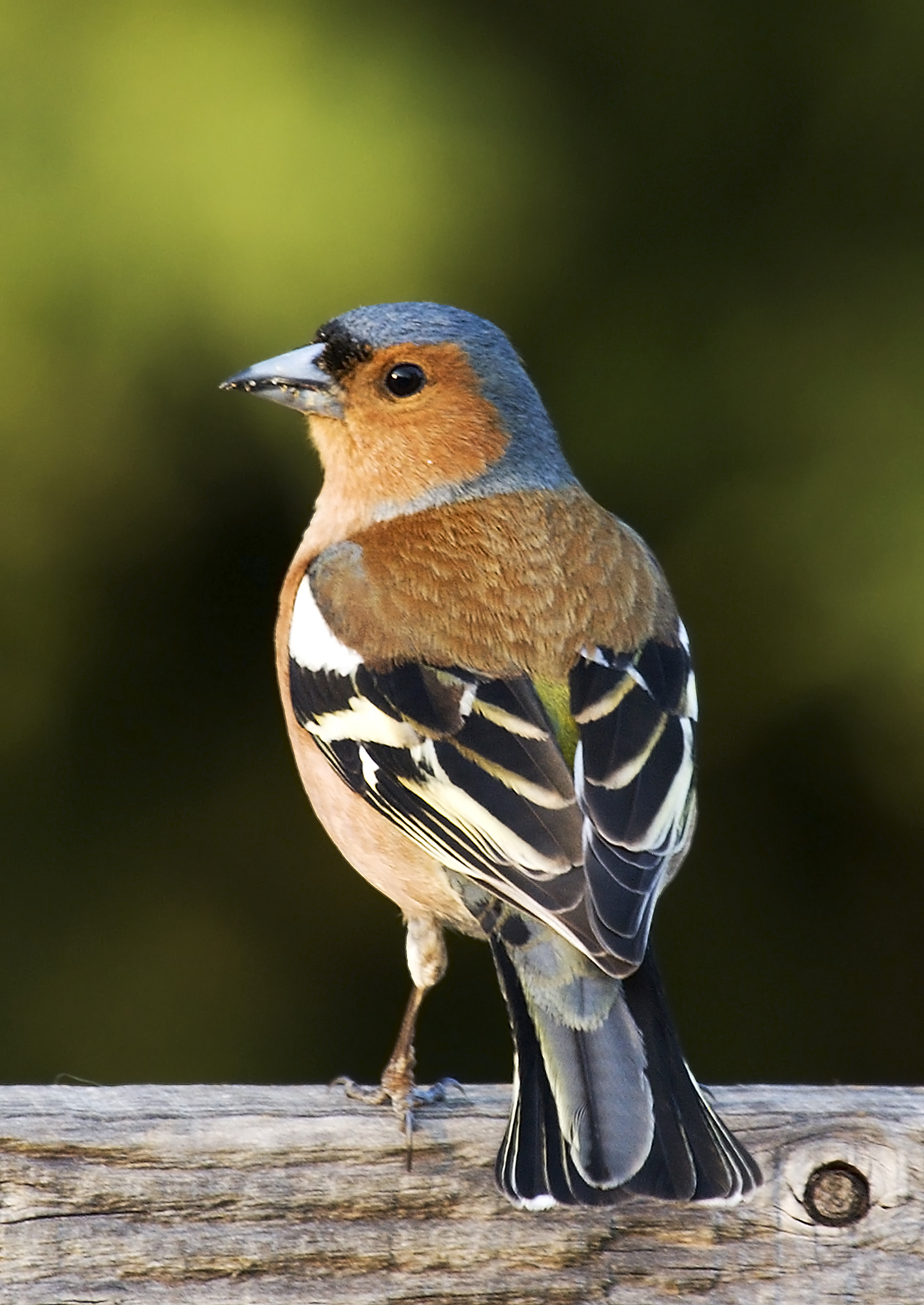
Фотография зяблика

    - Вьюрок, Fringilla montifringilla
    - Обыкновенная чечевица, Carpodacus erythrinus
    - Бледная чечевица, Carpodacus synoicus
    - Обыкновенная зеленушка, Chloris chloris
    - Черноголовый щегол, Carduelis carduelis
    - Common linnet, Linaria cannabina
    - Чиж, Carduelis spinus
    - Корольковый вьюрок, Serinus pusillus
    - Канареечный вьюрок, Serinus serinus
    - Сирийский канареечный вьюрок, Serinus syriacus
    - Обыкновенный дубонос, Coccothraustes coccothraustes
    - Bucanetes mongolicus, Bucanetes mongolicus
    - Пустынный снегирь, Bucanetes githagineus
    - Буланый вьюрок, Rhodospiza obsoleta (A)

## Воробьи
- Отряд: Воробьинообразные
  - Семейство: Воробьиные

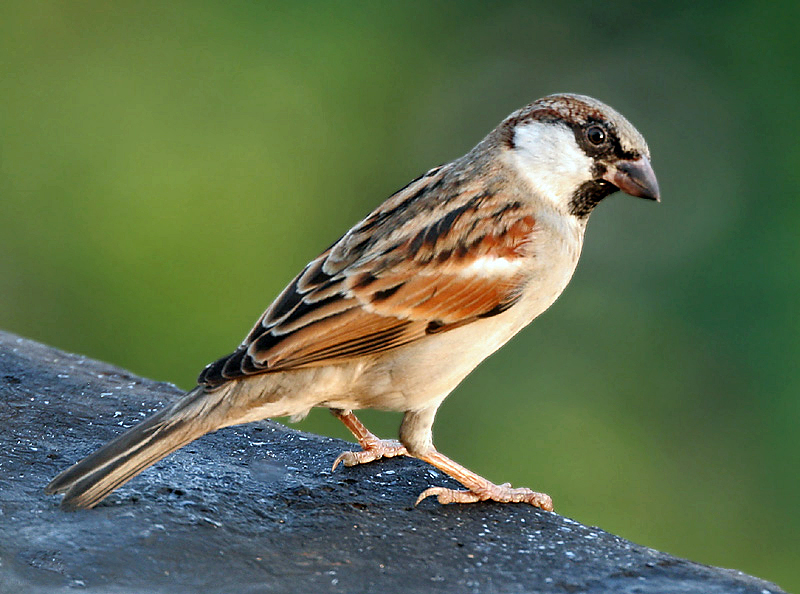
Крупный план домового воробья

    - Домовый воробей, Passer domesticus
    - Черногрудый воробей, Passer hispaniolensis
    - Мессопотамский воробей, Passer moabiticus (A)
    - Пустынный воробей, Passer simplex (A)
    - Полевой воробей, Passer montanus (A)
    - Жёлтый воробей, Passer luteus (A)
    - Короткопалый каменный воробей, Carpospiza brachydactyla
    - Снежный вьюрок, Montifringilla nivalis (A)
    - Индийский каменный воробей, Petronia xanthocollis (A)

## Внешние ссылки
- Birds of Egypt — World Institute for Conservation and Environment